# Adenauer-Ära

In Deutschland gab es mit Ende des Zweiten Weltkriegs vier Besatzungszonen, die Viersektorenstadt Berlin und das Saarland.

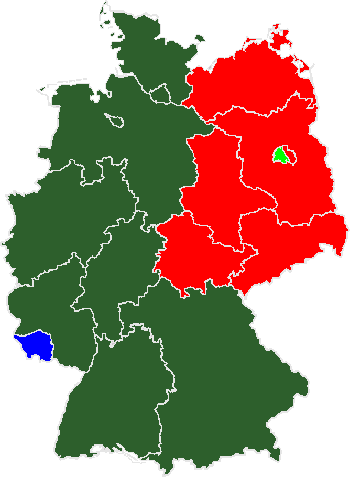
Politische Landkarte Deutschlands ab der Adenauer-Ära. Im Westen lag die Bundesrepublik Deutschland, im Osten die Deutsche Demokratische Republik und das politisch geteilte Berlin. Das Saarland trat der Bundesrepublik 1957 bei.

Als Adenauer-Ära wird die Zeit der Kanzlerschaft Konrad Adenauers vom 15. September 1949 bis 16. Oktober 1963 in der Bundesrepublik Deutschland bezeichnet.

## Vorgeschichte

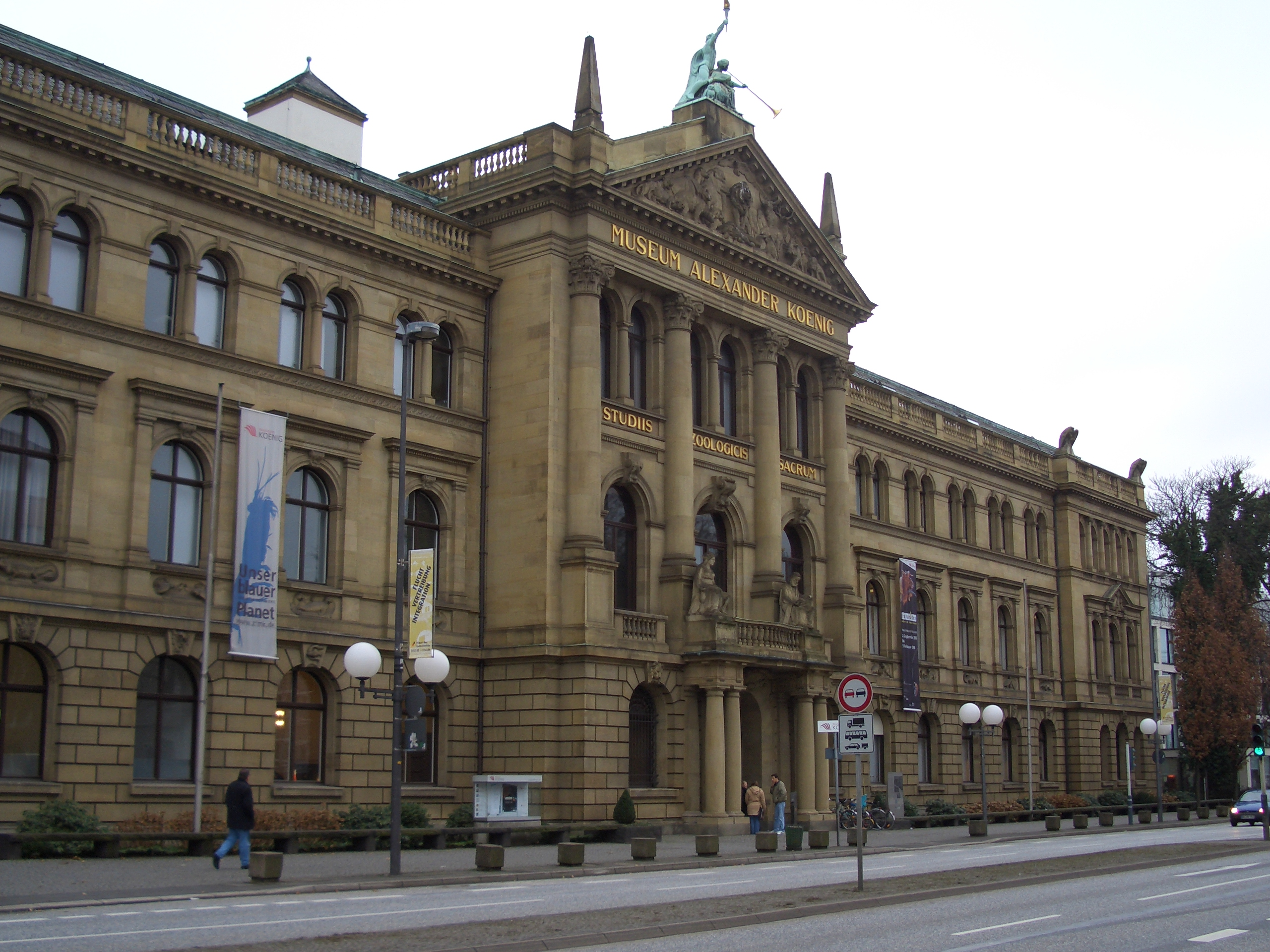
Museum Koenig in Bonn – Ort der Eröffnungsfeier des Parlamentarischen Rates am 1. September 1948

Am Anfang gab es so gut wie keine Anzeichen dafür, dass aus der Kanzlerschaft des ersten Regierungschefs eine Ära werden sollte. Schon das hohe Alter des Kanzlerkandidaten Konrad Adenauer sprach eher dafür, dass dieser einen Anfang darstellte, er als Wegbereiter für eine jüngere Generation den neuen Staat zur Demokratie führen sollte. Auch sprach gegen eine lange Ära, dass die Partei völlig neu und vor der ersten Wahl noch nicht bundesweit formiert war. Nach dem Ende des Zweiten Weltkriegs kam es spontan und unabhängig voneinander zu Gründungen christlich-demokratischer und christlich-sozialer Parteien. Da aber in der französischen und der amerikanischen Besatzungszone Fusionen untersagt wurden, bildete sich die CDU in der britischen Besatzungszone vergleichsweise schnell und legte gleich mehrere Programme fest, die später für die gesamte Partei in der Bundesrepublik die politische Richtung vorgaben. Erst 1950 formierte sich die Bundespartei Christlich Demokratische Union Deutschlands (CDU).
Zwischen dem 26. Februar und dem 1. März 1946 fand im Karolinen-Hospital in Neheim-Hüsten eine Tagung des Zonenausschusses der Christlich-Demokratischen Union für die britische Zone statt. Bei dieser Tagung wurde Konrad Adenauer formell zum Vorsitzenden der CDU gewählt. Adenauer prägte bei dieser Tagung im Wesentlichen die Inhalte des Neheim-Hüstener Programms, das eine Abkehr vom ursprünglichen christlichen Sozialismus hin zu einer Neuordnung der Wirtschaft und Gesellschaft zur Überwindung des Klassenkampfes darstellte.
Nach der Übergabe der Frankfurter Dokumente am 1. Juli 1948, die als Empfehlung der westalliierten Besatzungsmächte zur Gründung eines westdeutschen Teilstaates galten, trat am 1. September 1948 der 65-köpfige Parlamentarische Rat unter der Präsidentschaft von Konrad Adenauer in Bonn zusammen und arbeitete in den folgenden Monaten das Grundgesetz für die Bundesrepublik Deutschland aus. Obwohl Adenauer keinen wesentlichen Einfluss auf Inhalte des Grundgesetzes hatte, war er der erste Politiker, der nach dem Zweiten Weltkrieg von einer breiten Öffentlichkeit wahrgenommen wurde.

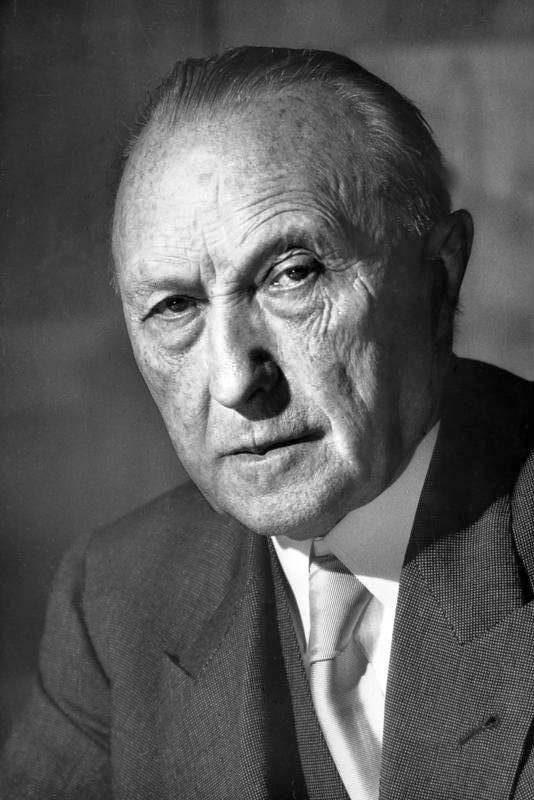
Konrad Adenauer (* 1876, † 1967) 1. Bundeskanzler (1949–1963)

In der Folge wurde Adenauer Spitzenkandidat der Unionsparteien für die Wahl zum 1. Deutschen Bundestag am 14. August 1949. Der Wahlkampf war auf die Wirtschaftspolitik Ludwig Erhards abgestimmt, obwohl zunächst vor allem Grundsatzentscheidungen getroffen werden mussten. Der Begriff der Sozialen Marktwirtschaft wurde dabei ganz in den Fokus gerückt.

## Die Anfänge und ersten Ziele

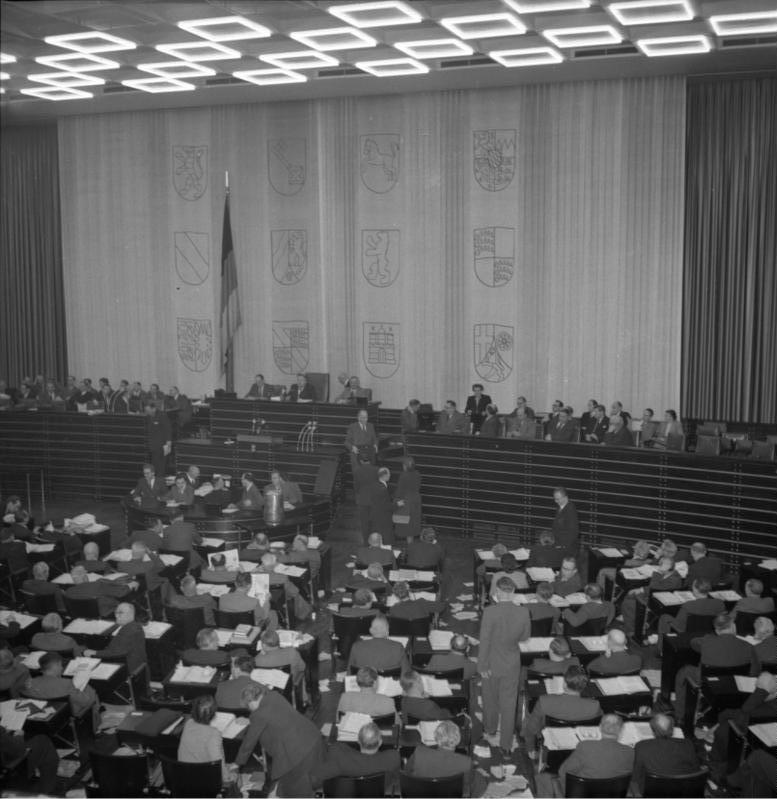
Deutscher Bundestag 1952

Die Unionsparteien gewannen die Wahl zum 1. Deutschen Bundestag knapp und gingen als stärkste Fraktion in die konstituierende Sitzung des Bundestages. Am 15. September 1949 wurde Konrad Adenauer mit 202 von 402 Stimmen – und damit mit nur einer Stimme Vorsprung – im ersten Wahlgang zum ersten Bundeskanzler der Bundesrepublik Deutschland gewählt. Der SPD-Politiker Egon Bahr bemerkte hierzu: „Wir machten uns lustig über den Kanzler seines eigenen Vertrauens. Adenauer mit einer einzigen Stimme Mehrheit, das war kein Ergebnis, das Stabilität oder langes Leben dieser Regierung erwarten ließ.“ Die CDU/CSU bildete eine Koalition mit der FDP und der DP. Am 20. September 1949 stellte Adenauer sein erstes Kabinett vor. 1950 formierte sich die CDU auf Bundesebene, und Adenauer wurde auch zum ersten Bundesvorsitzenden der CDU gewählt.
Eine der ersten wichtigen Entscheidungen, die der Deutsche Bundestag zu fällen hatte, war die Frage nach dem Regierungssitz. Zwar hatte der Parlamentarische Rat Bonn als Regierungssitz und provisorische Hauptstadt des westdeutschen Teilstaates bestimmt, doch wurde die endgültige Entscheidung auf Empfehlung der Ministerpräsidenten der drei westlichen Besatzungszonen vertagt und an den Deutschen Bundestag übergeben. Da Adenauer Bonn schon im Parlamentarischen Rat favorisierte und am Ende auch maßgeblich durchsetzte, war diese Abstimmung auch für die Stellung Adenauers von Bedeutung. Der Deutsche Bundestag entschied in seiner Sitzung am 3. November 1949 mit 200 gegen 176 Stimmen für Bonn. Obwohl offiziell die vielen gut erhaltenen repräsentativen Bauten den Ausschlag gegeben hatten, wird bis heute davon ausgegangen, dass Konrad Adenauer vor allem wegen der Nähe zu seinem Heimatort Rhöndorf Bonn als Regierungssitz haben wollte. Die Abstimmung galt als eine der ersten Entscheidungen des Deutschen Bundestages, die nicht von den Hohen Kommissaren der Besatzungsmächte abgesegnet werden musste. Diese hatten die Hauptstadtfrage ganz in der Hand des Bundestages gelassen, solange der Viermächte-Status Berlins nicht berührt wurde.
Eine weitere wegweisende Entscheidung folgte ein Jahr später. Die Bundesregierung gab den sogenannten Adenauer-Erlass aus. Mit diesem Erlass konnten Beamte aus dem Dienst entlassen werden, wenn sie einer Organisation oder Partei angehörten, die von der Bundesregierung als verfassungsfeindlich angesehen wurde. Dies betraf vor allem Mitglieder der KPD und der DKP-DRP.

### Politische Ziele
Zu Beginn musste die Bundesregierung unter Adenauer ihre Handlungsfähigkeit herstellen. Die Bundesrepublik war zwar formell gegründet, stand aber nach wie vor unter der vollständigen Kontrolle der Alliierten Hohen Kommission. Diese konnte jeden Beschluss des Deutschen Bundestages kippen, wenn sie die demokratische Entwicklung gefährdet sah; womit das wichtigste Anliegen der Bundesregierung sich schon aus dieser Tatsache ergab.
Als Ziele wurden folgende Eckpunkte definiert:
- Wiedererlangung der staatlichen Souveränität
- Wiedervereinigung Deutschlands in den Grenzen von 1937 (Nichtanerkennung der Oder-Neiße-Linie)
- Aufbau und Bewahrung der militärischen und politischen Sicherheit der Bundesrepublik
- Wiederaufbau der Wirtschaft und sozialer Ausgleich im Innern
- Einführung einer christlich geprägten Sozial- und Familienpolitik (Erneuerung des durch Kriegsfolgen beschädigten Ernährer- und Hausfrauenmodells)[4]

Außerdem sollten die Verfolgung der deutschen Kriegsverbrechen im Zweiten Weltkrieg und die Einleitung weiterer NS-Prozesse nach dem Kontrollratsgesetz Nr. 10 bis zu dessen Aufhebung nach Möglichkeit zurückgestellt werden, um den in der Öffentlichkeit weit verbreiteten Vorwurf auszuräumen, die Bundespolitik unterliege einer vermeintlichen Siegerjustiz.

### Erste Erfolge
Bereits kurz nachdem die Regierungsgeschäfte aufgenommen worden waren, konnte Adenauer erste Erfolge verbuchen. Mit dem Petersberger Abkommen konnten erste Schritte in Richtung Souveränität gemacht werden. Als wichtigstes Anliegen sah Adenauer vor allem das Ende der Demontage an, da nur so ein wirtschaftlicher Aufschwung möglich sei, der zur Stabilisierung des Landes maßgeblich war. Das Abkommen führte aber auch zur ersten Kontroverse mit der Opposition. Am 24. November 1949 gab Konrad Adenauer hierzu eine Regierungserklärung ab. In der anschließenden Aussprache kritisierte Kurt Schumacher den Kanzler heftig, da Adenauer nach Meinung der SPD erhebliche Zugeständnisse an die Alliierten gemacht hatte. Vor allem die Zustimmung und Teilnahme an der Ruhrbehörde wurde kritisiert; Schumacher bezeichnete Adenauer in diesem Zusammenhang im November 1949 als Bundeskanzler der Alliierten. Als Vertreter der Bundesregierung wurde Adenauers Stellvertreter im Kanzleramt Franz Blücher (FDP) benannt.
Adenauer gelang 1951 ein weiterer Teilerfolg. Am 15. März wurde das Auswärtige Amt wieder eingerichtet, was gleichzeitig bedeutete, dass die Bundesrepublik Deutschland ihre außenpolitische Handlungsfähigkeit erlangt hatte. Formal stand das Auswärtige Amt noch unter Kontrolle der Hohen Kommission. Adenauer verzichtete zunächst darauf, einen Außenminister zu ernennen, und übernahm das Amt in Personalunion selbst. Ganz bewusst wurde der Name „Auswärtiges Amt“ beibehalten, um zu dokumentieren, dass es sich um die Rechtsnachfolge des Deutschen Reiches handelte, die in der Tradition bis hin zu Bismarck stehe. Die führenden Positionen im Auswärtigen Dienst wurden beim Wiederaufbau überwiegend mit Beamten besetzt, die schon während der Zeit des Nationalsozialismus als NSDAP-Mitglieder einschlägig tätig waren.
Einem weiteren Ziel kam Adenauer 1952 näher. Nach zähen Verhandlungen mit den Westalliierten legte er mit der Unterzeichnung des Deutschlandvertrages am 26. Mai 1952 den Grundstein für die Wiedererlangung der staatlichen Souveränität. Dieser Vertrag trat aber zunächst nicht in Kraft.

### Weg zu einem gemeinsamen Europa

#### Montanunion
Schon 1950 wurde auf der Basis des Schuman-Plans die gemeinsame Kontrolle für Kohle und Stahl geregelt. Dies gilt heute als eine von drei Etappen zur Aussöhnung mit Frankreich und als erster Schritt zu einer Europäischen Gemeinschaft.
Der EGKS-Vertrag sah als oberstes Organ die Hohe Behörde mit Sitz in Luxemburg vor. Ein (Minister-)Rat sollte die Interessen der nationalen Regierungen gegenüber der Hohen Behörde vertreten und musste bei allen grundsätzlichen Entscheidungen gehört werden. Der Vertrag ist 1952 in Kraft getreten und lief bis 2002.

##### Kritik von Erhard
Ludwig Erhard sah die Montanunion kritisch. Erhard war nicht bereit, den politischen Zielen einer Integration alle volkswirtschaftlichen Grundsätze hintanzustellen. Gleich nach Bekanntwerden des Vorschlags hatte er Untersuchungen über die wirtschaftlichen Konsequenzen angeordnet, um Resonanzen bei der deutschen Wirtschaft einschätzen zu können.

##### Widerstand der Opposition
Die Opposition leistete bei der Aussprache zur Ratifizierung des Vertrages erbitterten Widerstand. Vor allem wegen der anfänglichen Nichtteilnahme des Vereinigten Königreichs sprach die Opposition von einem „Kleineuropa“, das so nicht tragfähig sei.

#### Europäische Verteidigungsgemeinschaft
Am 11. August 1950 forderte der Europarat, einem Vorschlag Churchills folgend, die Bildung einer europäischen Armee unter deutscher Beteiligung. Im Mai 1953 erfolgte die Ratifizierung der EVG-Verträge durch die Bundesrepublik. Auch andere Staaten wie die Niederlande, Belgien und Luxemburg hatten die Verträge bereits ratifiziert, in Italien stand der Vertrag kurz vor der Abstimmung. Doch in Frankreich mehrten sich die Stimmen gegen den Vertrag. Durch die ursprünglich auf dem Pleven-Plan beruhenden EVG-Verträge sollte zum einen die Gefahr eines wiederbewaffneten Deutschland eingedämmt werden, zum anderen erhoffte man sich auch gegenüber der UdSSR eine verbesserte Position. Für die Bundesrepublik bedeuteten diese Verträge de facto die Souveränität.
Doch für Frankreich bedeutete der Vertrag die Aufgabe von Souveränität. Durch die leichte Entspannung gegenüber der Sowjetunion sah man die unabwendbare Notwendigkeit für den EVG-Vertrag nicht mehr gegeben. In Frankreich hatte inzwischen eine gaullistische und damit der EVG gegenüber skeptische Regierung die Macht übernommen. Ministerpräsident Pierre Mendès France versuchte erneut den EVG-Prozess aufzuhalten und hatte damit schließlich Erfolg, als die Nationalversammlung am 30. August 1954 die Ratifizierung des EVG-Vertrags ablehnte.

### Westanbindung
Nach anfänglichen Erfolgen stand die Adenauer-Regierung an einem Scheideweg. Auf der einen Seite stand die Wiedervereinigung weiter als oberstes Ziel, doch schien dieses Ziel in immer größere Ferne zu rücken. Am 10. März 1952 bot Josef Stalin den Westalliierten mit der sogenannten Stalin-Note an, Verhandlungen über eine Wiedervereinigung und Neutralisierung Deutschlands zu führen. Für Adenauer war aber eine Wiedervereinigung nur bei gelungener Westintegration denkbar. Die Westalliierten stellten zur Note ebenfalls klar, dass die Voraussetzung für Verhandlungen die Einhaltung der UN-Charta wäre und dass ein wiedervereinigtes Deutschland frei darüber entscheiden dürfe, welchen Bündnissen es beitreten möchte. Dabei war aber vor allem die Integration Deutschlands in die Europäische Verteidigungsgemeinschaft (EVG) gemeint. Dieses Ziel wurde auch von Adenauer verfolgt, da es sowohl die Wiederbewaffnung Deutschlands als auch das Ende des Besatzungsstatuts bedeuten würde. Adenauer befürchtete bezüglich der Stalin-Note aber auch, dass die Verhandlungen mit der Sowjetunion den Einigungsprozess in Europa wie auch mit den USA verzögern würden. Am Ende waren sich Bundesregierung, SPD und große Teile der Bevölkerung einig, dass die Vorschläge Stalins nicht ernstzunehmen seien.
Noch bis in die 1980er-Jahre wurde darüber gestritten, ob die Stalin-Note ein Störmanöver gewesen sei oder ein ernst gemeinter Vorschlag der UdSSR. Aber auch innerhalb der Regierung Adenauer wie auch aus Oppositionskreisen gab es noch bis 1958 Kritik an der Haltung Adenauers. So kritisierten Thomas Dehler von der FDP wie auch der ehemalige CDU- und spätere SPD-Abgeordnete Gustav Heinemann, dass die Adenauer-Regierung nicht genug für eine Wiedervereinigung getan habe. Heute sehen die Historiker die Stalin-Note weitgehend als ein Störmanöver an.
Adenauer konnte sein Ziel der Westintegration fortsetzen. Die Eingliederung der Bundesrepublik in die westliche Staatengemeinschaft sollte es möglich machen, die Wiedervereinigung aus einer Position der Stärke heraus anstreben zu können, die ohne gesicherte Westbindung, Adenauers Meinung nach, nur um den Preis der Sowjetisierung ganz Deutschlands zu erreichen war. Adenauer versprach sich vor allem mit dem Vertrauensgewinn gegenüber den Westmächten einen größeren außenpolitischen Spielraum und eine höhere Souveränität in der Innenpolitik.
In der historischen Nachbetrachtung bedeutete die Politik Adenauers die erstmalige Abkehr von den Doktrin eines nationalen Machtstaates und das Bekenntnis eines deutschen Staates zu den Werten einer Staatengemeinschaft.

### Soziale Marktwirtschaft

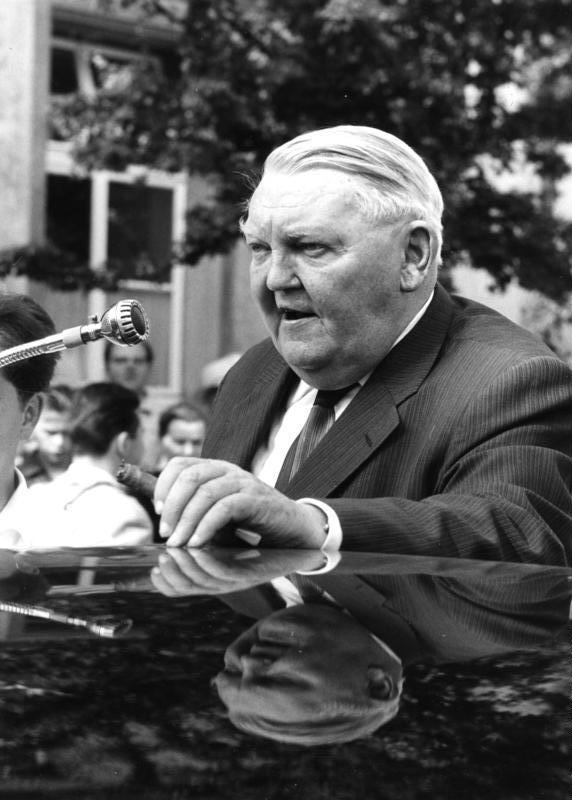
Ludwig Erhard 1966 mit Zigarre

Bereits mit der Währungsreform 1948 setzte eine relativ schnelle wirtschaftliche Erholung in Westdeutschland ein. Diese trug im Wesentlichen die Handschrift des parteilosen Wirtschaftsfachmannes Ludwig Erhard. Am 2. März 1948 wurde Erhard auf Vorschlag der FDP zum Direktor der Verwaltung für Wirtschaft des Vereinigten Wirtschaftsgebietes gewählt und setzte trotz anfänglichem Widerstand der Besatzungsmächte das Ende der Zwangswirtschaft durch.
Erhards Definition der Sozialen Marktwirtschaft beruhte im Wesentlichen auf dem Prinzip des Ordoliberalismus. Von einigen Historikern und Wirtschaftsforschern wird die soziale Marktwirtschaft auch als Dritter Weg zwischen Kapitalismus und Kommunismus bezeichnet. Das Prinzip Erhards beruhte vor allem auf einer weitgehenden freien Wirtschaft im Rahmen einer staatlichen Ordnung. Die soziale Marktwirtschaft hat den Anspruch, die Vorteile einer freien Marktwirtschaft, wie wirtschaftliche Leistungsfähigkeit und hohe Güterversorgung, zu verwirklichen, gleichzeitig aber deren Nachteile, wie den zerstörerischen Wettbewerb, die Ballung wirtschaftlicher Macht oder unsoziale Auswirkungen von Marktprozessen (z. B. Arbeitslosigkeit), zu vermeiden. Allgemeines Ziel war deshalb ein größtmöglicher Wohlstand bei bestmöglicher sozialer Absicherung.
Adenauer setzte bereits im Wahlkampf voll und ganz auf den wirtschaftlichen Aufschwung und das System Erhards. Dieser wurde in der Folge nach der Wahl Adenauers zum Bundeskanzler erster Wirtschaftsminister der Bundesrepublik. Der Erfolg ließ nicht lange auf sich warten. Schon Mitte der 1950er-Jahre wurde in der Bundesrepublik Deutschland bei enormem Wirtschaftswachstum Vollbeschäftigung erreicht.
Konrad Adenauer selbst hielt sich aus der Wirtschafts- und Sozialpolitik weitgehend heraus und ließ seinen Ministern freie Hand. Der schnelle wirtschaftliche Aufschwung und der damit verbundene Wohlstand der Bevölkerung hatten gleich mehrere Folgen. Zum einen stieg die Beliebtheit der Bundesregierung, zum anderen gab es auch erste Ausreisewellen aus der DDR nach Westdeutschland und nach West-Berlin. Zwar hatte Adenauer im Wahlkampf ganz auf Erhard und seine soziale Marktwirtschaft gesetzt, doch war Adenauer auch Erhards größter Gegner innerhalb der Regierung. Neben Adenauer wuchs auch der Widerstand im Bund der Deutschen Industrie, der sich zu stark reglementiert sah. Der BDI betrieb Absprachen zunehmend direkt mit Adenauer und überging Erhard.
Den Begriff „Wirtschaftswunder“ lehnte Erhard ab und bestand darauf, dass das Wirtschaftswachstum Ergebnis einer erfolgreichen marktwirtschaftlichen Politik sei. Bei der SPD gab es zunehmend breite Zustimmung für die Politik Erhards.

## Die 2. Legislaturperiode
Am 6. September 1953 stellte sich Adenauer erneut zur Wahl. Der Wahlkampf zur Bundestagswahl 1953 wurde vom Volksaufstand am 17. Juni 1953 in der DDR überschattet. Adenauer kam das aber zugute. In der Bevölkerung wuchs die Angst vor dem Kommunismus und der Sowjetunion. Doch war für die Wähler nicht nur die Deutschlandpolitik wahlentscheidend. Seit 1952 wuchs die Wirtschaft stetig und der Wohlstand war für die Menschen spürbar geworden, was auch eine stetig wachsende Zufriedenheit mit der Bundesregierung bedeutete. Die soziale Marktwirtschaft war zur Leitideologie der Bundesrepublik Deutschland geworden.
Im Wahlkampf warb die SPD auf ihren Plakaten für die „Deutsche Einheit“, die CDU dagegen warnte: „Alle Wege des Marxismus führen nach Moskau.“ Und die FDP plakatierte: „Wo Ollenhauer pflügt, sät Moskau.“ Der SPD-Parteivorsitzende Kurt Schumacher sagte in seinem letzten Interview vor seinem Tod 1952: „Nach Auffassung der Sozialdemokratie ist die Wiedervereinigung Deutschlands dringender und wichtiger für den Frieden … als jede Form der Integration eines Teils von Deutschland mit anderen europäischen Ländern.“
Im Jahr 2022 wurde bekannt, dass Adenauer den SPD-Parteivorstand zwischen 1953 und 1962 mithilfe zweier Informanten ausspionieren ließ: Siegfried Ziegler traf sich im Dezember 1953 mit Reinhard Gehlen, dem damaligen Leiter der Organisation Gehlen, aus der später der Bundesnachrichtendienst hervorging und der Ziegler 1948 beigetreten war. Er warb Siegfried Ortloff, in der Bonner SPD-Zentrale „für die Abwehr kommunistischer Unterwanderung zuständig“, für diese Spionagetätigkeit an. Die Interna des SPD-Parteivorstandes, die von Ortloff über Ziegler kamen, leitete Gehlen an den damaligen Chef des Bundeskanzleramtes, Hans Globke, weiter, der sie wiederum an Bundeskanzler Konrad Adenauer weitergab. Insgesamt kamen fast 500 aufbereitete Berichte zu den Interna im Kanzleramt an.
Die Unionsparteien konnten 14,2 % hinzugewinnen und kamen auf 45,2 %. Die SPD verlor leicht und kam auf 28,8 %. Besonders hohe Verluste hatte die KPD, die von 5,7 % 1949 auf 2,2 % abrutschte und nicht mehr im Deutschen Bundestag vertreten war. Aber auch die Regierungsparteien FDP und DP hatten Verluste. Die DP verlor leicht und kam auf 3,3 %, konnte aber aufgrund von 10 gewonnenen Direktwahlkreisen mit 15 Abgeordneten in den 2. Bundestag einziehen. Die FDP verlor 2,2 % und kam auf 9,5 %. Der größte Gewinner neben der CDU war der 1950 gegründete Gesamtdeutsche Block/Bund der Heimatvertriebenen und Entrechteten. Der GB/BHE erreichte auf Anhieb 5,8 % und zog mit 27 Abgeordneten in den Bundestag ein.
Adenauer bildete in seinem zweiten Kabinett eine Koalition aus CDU/CSU zusammen mit der FDP, DP und GB/BHE. Von den zunächst 15 Ministerien besetzte die CDU 7, die CSU 2, die FDP 3, die DP 2 und der GB/BHE 1. Hinzu kamen 4 Minister für besondere Aufgaben (je einer von der CDU, CSU, BHE und FDP). Der Minister für besondere Aufgaben Robert Tillmanns war Vertreter der Bundesregierung im Ältestenrat des Deutschen Bundestags. Ludwig Erhard (parteilos) wurde Wirtschaftsminister. Konrad Adenauer blieb zunächst auch weiterhin Außenminister. Zum Chef des Kanzleramtes berief er Hans Globke, dessen amtsinterne Karriere er schon während der 1. Legislaturperiode persönlich befördert hatte. Globke war seitens der Bundesregierung maßgeblich an der seit 1953 laufenden Überführung der NS-belasteten Organisation Gehlen in den Bundesnachrichtendienst beteiligt. Im Globke-Prozess wurde er in der DDR in Abwesenheit zu lebenslanger Haft verurteilt. Globke war Kommentator der Nürnberger Rassegesetze und des Judenkodex.

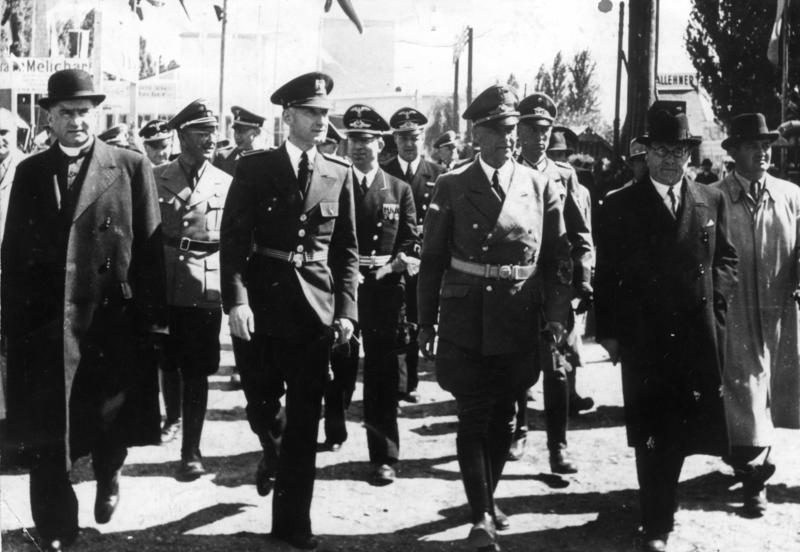

Mit 333 der 487 Abgeordneten (ohne die Abgeordneten von Berlin (West)) verfügte die Regierung in der zweiten Legislaturperiode über eine Zweidrittelmehrheit, die dazu ausreichte, Verfassungsänderungen vorzunehmen.

### Das Wunder von Bern

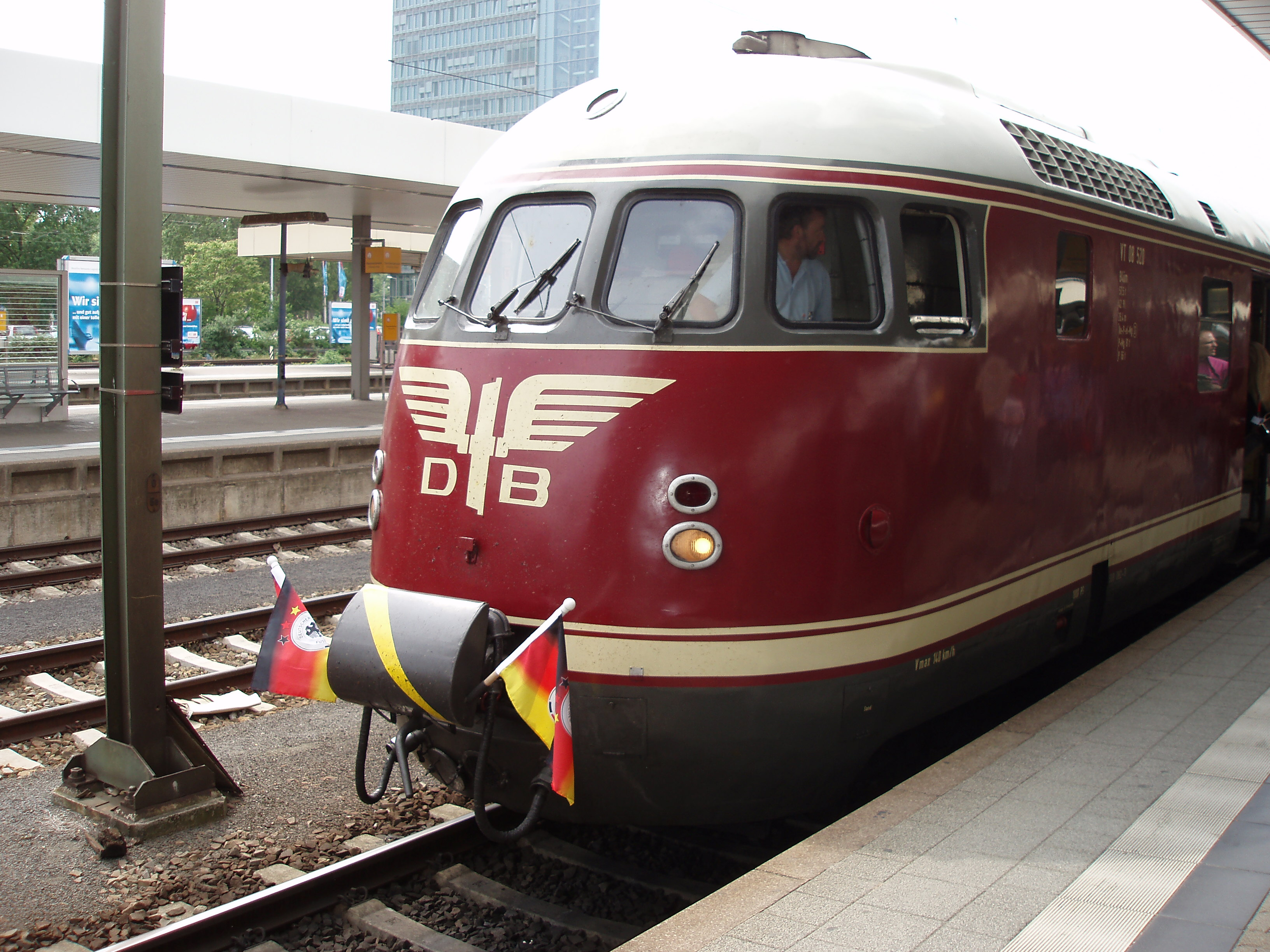
Der „Weltmeisterzug“ von 1954

Der Gewinn der Fußball-Weltmeisterschaft 1954 in der Schweiz hatte eine besondere Bedeutung für die junge Bundesrepublik und nutzte der Bundesregierung Adenauers. Der Politologe Arthur Heinrich sprach im Zusammenhang mit dem Weltmeisterschaftssieg von 1954 von „der wahren Geburtsstunde der Bundesrepublik“. Eine ähnliche Interpretation legte der Historiker Joachim Fest vor: „der 4. Juli 1954 sei das eigentliche Gründungsdatum der Bundesrepublik“.
Die Bedeutung dieses Ereignisses wird erst deutlich, wenn man die Reaktionen auf die Staatsgründung fünf Jahre zuvor betrachtet. Der 23. Mai 1949 ist am Bewusstsein der Menschen fast spurlos vorbeigegangen. Umfragen in den drei Westzonen ergaben, dass zwei Fünftel der Bürger die neue Verfassung völlig gleichgültig war. Den Tageszeitungen war die Meldung „Grundgesetz der Bundesrepublik Deutschland verkündet“ nicht mal einen Aufmacher wert.
Allerdings ist die Darstellung des „dritten Gründungstages der Bundesrepublik“ nach der Währungsreform 1948 und der Verabschiedung des Grundgesetzes 1949 unter Historikern höchst umstritten. Politisch löste der überraschende WM-Gewinn aber auch Irritationen und Schwierigkeiten aus. Bei der Siegesehrung sangen die mitgereisten deutschen Fußballanhänger statt der dritten Strophe des Deutschlandliedes die erste. Allerdings gab es dafür praktische Gründe: Die Nationalhymne wurde erst 1952 offiziell von Bundespräsident Theodor Heuss auf Betreiben Adenauers eingeführt. Die dritte Strophe war vielen einfach nicht bekannt.
Adenauer, der selbst mit Sport nicht viel anfangen konnte, war nicht zum Finale nach Bern gereist. Allerdings hatte der WM-Gewinn für Adenauer an anderer Stelle eine wichtige Bedeutung. In der DDR hielt die Staatsführung zum sozialistischen Bruderstaat Ungarn, die Bevölkerung jedoch zu ihren westdeutschen Landsleuten. Der DDR-Führung waren die offenen Sympathiebekundungen der ostdeutschen Bevölkerung ein Dorn im Auge. Es wurde mehr Solidarität mit den sozialistischen Brüdern in Ungarn erwartet. Die ostdeutschen Zeitungen taten sich aber schwer, gegen die deutsch-deutschen Emotionen anzugehen.

### Wirtschaftswunder
1955 ging die Strategie Ludwig Erhards auf. Am 5. August 1955 wurde der millionste VW Käfer verkauft. Dieses Datum gilt heute als das „Schlüsseldatum“ des Wirtschaftswunders. 1955 war auch das Wendejahr der Exportwirtschaft. Nach einem Außenhandelsdefizit von rund drei Milliarden D-Mark im Jahre 1950 wurde 1955 ein Überschuss von einer Milliarde D-Mark gemeldet. Wichtigster Gradmesser für die Wirtschaft war die Industriemesse von Hannover. 1955 versammelten sich dort etwa 4000 Aussteller aus 18 Ländern. Was als Wirtschaftswunder in die Geschichte der Bundesrepublik einging, fußte auf der politischen Strategie der USA und der Wirtschaftspolitik Erhards. Durch den Marshallplan bekam die Bundesrepublik bis 1954 eine Anschubfinanzierung von rund 20 Milliarden DM. Es war erklärtes Ziel der USA, an der Nahtstelle der beiden Blöcke die Bundesrepublik als wirtschaftlich starken Partner in das westliche Bündnis aufzunehmen. Der Aufschwung erfolgte in mehreren „Wellen“, die sich an den Bedürfnissen orientierten. Das größte Bedürfnis der Bevölkerung war vor allem, sich richtig satt zu essen. So gab ein Arbeiter in der Bundesrepublik 1955 rund 200 DM seines Arbeitslohns von durchschnittlich rund 500 DM für Nahrungsmittel aus. Eine regelrechte „Fresswelle“ schwappte über das Land. Auf die Fresswelle folgte die Bekleidungswelle, dann die Einrichtungswelle und schließlich die Auto- und Reisewelle. Die Automobilindustrie konnte neben einer stetig steigenden Nachfrage auf dem Binnenmarkt auch sehr gute Exportzahlen nachweisen und wurde schnell zum Zugpferd des deutschen Außenhandels.
Es wurden aber auch Schattenseiten des Wirtschaftswunders sichtbar. Die Kluft zwischen Arm und Reich ging in den 1950er Jahren weit auseinander. Die Industrie und der Handel profitierten am schnellsten vom Aufschwung, die Arbeiter dagegen nur langsam. Das sollte sich aber bald ändern. Durch das enorme Wachstum der führenden Branchen konnten andere Branchen nachziehen. Das bedeutete, dass die Arbeitslosenzahlen stark sanken und es praktisch Vollbeschäftigung gab. Was vorher noch eines der größten Probleme der Bundesrepublik war, wurde nun zu einem der größten Vorteile. Durch die Flucht und Vertreibung von rund 12 Millionen Menschen verfügte das Land über eine große Zahl von Arbeitern und Fachkräften. Die Bundesregierung achtete sehr stark darauf, die Förderung am Bedarf zu orientieren. Bis Mitte der 1950er Jahre hatten sich die Gewerkschaften bei den Fragen nach Sozialleistungen, Arbeitszeit und Lohnerhöhungen zurückgehalten, um die Investitionskraft der Unternehmen nicht zu gefährden. Der rasante Aufschwung weckte jedoch die Erwartungen der Arbeitnehmer, vom Wohlstand profitieren zu können.

### Moskaureise
Am 7. Juni 1955 überbrachte Kostylew, der erste Botschaftssekretär der Botschaft der Sowjetunion in Paris, eine Einladung in die Vertretung der Bundesrepublik Deutschland, in der die Staats- und Parteiführung unter Nikita Chruschtschow und Nikolai Bulganin der Bundesrepublik Verhandlungen über die Aufnahme diplomatischer Beziehungen anbot.
Für Adenauer kam diese Einladung zu einem denkbar ungünstigen Zeitpunkt, da sich eine Vier-Mächte-Konferenz abzeichnete und es nicht kalkulierbar war, in welche Richtung die Sowjetunion sich in der Deutschlandfrage bewegen würde.

#### Ziele der Sowjetunion
Die Sowjetunion lud die Bundesregierung mit dem Ziel ein, diplomatische, wirtschaftliche und kulturelle Beziehungen zur Bundesrepublik aufzubauen. Adenauer und Teile der Bundesregierung befürchteten allerdings, dass der Austausch von Botschaftern die Teilung Deutschlands weiter zementieren könnte.
Tatsächlich gab es im Vorfeld Äußerungen sowjetischer Diplomaten, die diese Befürchtung durchaus bekräftigten. So sagte der sowjetische Botschafter in Paris, Winogradow, dass die Deutschen mit der Wiederherstellung der Einheit einstweilen nicht rechnen könnten. Wenn Adenauer diplomatische, wirtschaftliche und kulturelle Beziehungen von der Sowjetunion angeboten bekomme, könne er wohl kaum mehr verlangen. Alles andere sei weitgehend unrealistisch.

#### Ziele der Bundesrepublik Deutschland
Für die deutsche Seite gab es zunächst kein konkretes Ziel. Die Forderung nach der Wiedervereinigung oder gar der Wiederherstellung des Landes in den Grenzen von 1937 waren unrealistisch. So blieb Adenauer als oberstes Ziel die Freilassung der rund 10.000 noch in sowjetischer Kriegsgefangenschaft befindlichen Deutschen. Dabei musste aber die Position der Bundesrepublik in der Deutschlandfrage gewahrt bleiben. Trotz des ungünstigen Zeitpunkts und der Voraussetzungen weckte die Reise in der Bevölkerung die Hoffnung, dass es ein Vorankommen in der Deutschlandfrage geben wird. Insbesondere der Koalitionspartner FDP machte Druck auf Adenauer und stellte die Forderung, dass die Wiedervereinigung angesprochen würde. Auch die Opposition, die Adenauers Strategie der konsequenten Westbindung im Vorfeld scharf kritisiert hatte, forderte in ähnlicher Weise Adenauer auf, tätig zu werden. Innerhalb der 141-köpfigen Delegation blieben die Verhandlungsstrategie und die Ziele umstritten.

#### Voraussetzungen und Positionen der Verhandlungspartner
Adenauer stellte schon lange vor den Pariser Verträgen fest, dass der Weg zur Wiedervereinigung nur über diplomatische Beziehungen mit Moskau führen kann. Auf der sowjetischen Seite war man sich ebenfalls schon einig, dass man die Kriegsgefangenen entlassen wollte, um nach dem Ende des Stalinismus ein Zeichen der Entspannung zu setzen. Beide Seiten versuchten aber ihre Position zu wahren und nicht als derjenige dazustehen, der nachgibt, obwohl sich beide Verhandlungsparteien ein Scheitern weder innenpolitisch noch außenpolitisch leisten konnten. Adenauer wollte dabei „Sowjet-Russland“ als gleichrangiger Verhandlungspartner begegnen. Innerhalb der Delegation war diese Position äußerst umstritten. Besonders Außenminister von Brentano setzte mehr auf ein Entgegenkommen, was zu Konflikten mit Adenauer führte.

#### Die Verhandlungen
Als Verhandlungsgegenstand blieben nun zwei Fragen übrig: zum einen der Wunsch der Sowjetunion, diplomatische Beziehungen mit der Bundesrepublik aufzunehmen, und zum anderen die Kriegsgefangenenfrage. Die sowjetische Führung bestand darauf, dass es keine Kriegsgefangenen gebe, sondern dass ausschließlich rechtskräftig verurteilte Straftäter in sowjetischen Lagern inhaftiert seien. Tatsächlich waren einige SS-Verbrecher wie Wilhelm Schubert und Gustav Sorge unter den Kriegsgefangenen. Beide waren Angehörige der SS und galten als sadistische Massenmörder im Konzentrationslager Sachsenhausen. Die Sowjetunion bestand vor allem wegen des Standpunktes, keine Kriegsgefangenen zu haben, darauf, dass alle 9628 Gefangenen nach Deutschland zurückkehren. Die deutsche Seite stellte für die Aufnahme diplomatischer Beziehungen die klare Bedingung, dass die deutsche Frage dabei offenbleibt und durch den Austausch nicht berührt wird. Schließlich wurde bereits nach viertägigen Verhandlungen am 12. September 1955 eine Einigung erzielt, der zufolge alle Kriegsgefangenen nach Deutschland zurückkehren konnten. Kurz vor Ende des Moskaubesuchs einigten sich Adenauer und Nikolai Bulganin, dass auch alle zivilen Gefangenen nach Deutschland zurückkehren durften. Die Bundesrepublik Deutschland und die UdSSR tauschten offiziell Botschafter aus. Die DDR wurde von der Bundesrepublik nicht anerkannt und war nach einer gemeinsamen Presseerklärung auch nicht Gegenstand der Verhandlungen.
Die DDR-Führung kritisierte deswegen das Verhandlungsergebnis; ein höchst ungewöhnlicher Vorgang, da Kritik seitens der DDR an der Sowjetunion nicht vorgesehen war im bilateralen Verhältnis der beiden Staaten.
Der Historiker und Kanzlerbiograf Henning Köhler sprach von Adenauers „spektakulärster politischer Aktion“. Auf die Frage, was das Schwierigste bei den Verhandlungen war, nannte der Kanzler den Namen von Außenminister Heinrich von Brentano.

### Hallstein-Doktrin
Die nach Adenauers Moskaureise im Jahre 1955 entwickelte Hallstein-Doktrin sollte einer Anerkennung der DDR durch Drittstaaten entgegenwirken.
Durch die Nichtaufnahme oder Einstellung diplomatischer Beziehungen zu Staaten, die die DDR anerkannten, versuchte die Adenauer-Regierung die Teilung Deutschlands nicht weiter zu verfestigen. Zum anderen bestritt man damit auch deutlich die Legitimität der Existenz der DDR. Die Beziehungen zu Moskau wurde dabei als Ausnahme gewertet, da die Aufnahme von diplomatischen Beziehungen zur Sowjetunion aus Gründen der Wichtigkeit dieses Staates als unverzichtbar dargestellt wurde. Hallstein selbst ist nicht der Urheber der Doktrin; sie geht vielmehr auf eine Formulierung von Wilhelm Grewe, dem Leiter der politischen Abteilung im Außenministerium, vom 23. September 1955 zurück.
Die Strategie war von Anfang an höchst umstritten. Die größte Gefahr bestand in der eigenen Isolation, wenn die DDR von einer Vielzahl von Staaten anerkannt werden würde. Doch Mitte der 1950er Jahre hatte Adenauer auch die Westmächte hinter sich, die eine Anerkennung der DDR nicht in Erwägung gezogen hatten.

### Wiederbewaffnung
Am 20. März 1956 trat der Grundgesetzartikel 87a in Kraft.  Damit hatte die Bundesrepublik Deutschland wieder eine Armee. Bereits am 7. Juni 1955 wurde Theodor Blank zum ersten Bundesminister für Verteidigung ernannt; er vereidigte am 12. November 1955 die ersten 101 Soldaten der Bundeswehr.
Die Wiederbewaffnung gilt als eine erste schwere Bewährungsprobe für die Bundesrepublik. Zeitweise waren bis zu zwei Drittel der Bevölkerung gegen eine deutsche Armee. So kam es 1955 zu massiven Protesten und Demonstrationen. Die Opposition unter Kurt Schumacher lehnte eine eigenständige Armee strikt ab und verfolgte das Ziel eines kollektiven Sicherheitssystems mit dem Osten zusammen. Vor allem gab er dabei der Wiedervereinigung den Vorrang vor dem Ziel Adenauers einer konsequenten Westintegration. In der Bevölkerung war weniger die Strategie und Ausrichtung entscheidend, sondern die Angst vor einem erneuten Krieg. Sowohl die DDR als auch die Bundesrepublik versuchten aber schon weit früher Fakten zu schaffen. Zwar war in der Potsdamer Konferenz eine vollständige Entmilitarisierung Deutschlands beschlossen worden, doch sowohl die Westalliierten als auch die Sowjetunion setzten recht früh auf die Selbstverteidigung der jeweiligen Grenzen. So wurde bereits 1951 der Bundesgrenzschutz eingeführt und 1952 in der DDR die Kasernierte Volkspolizei.

### KPD-Verbot
Nach einer Verhandlungsdauer von fünf Jahren wurde die Kommunistische Partei Deutschlands (KPD) durch den 1. Senat des Bundesverfassungsgerichts nach Art. 21 Abs. 2 GG verboten.
Das Urteil wie auch das gesamte Verfahren gilt bis heute als sehr umstritten. Verschiedene Verfassungsrechtler sind der Meinung, dass der Senat unter den gleichen Voraussetzungen und Handlungen der Partei das Urteil heute so nicht bestätigen würde. Konrad Adenauer persönlich übte im Laufe der Verhandlungen erheblichen Druck auf den 1. Senat aus. Er drohte, den Fall dem 2. Senat zu übertragen, wenn der 1. Senat nicht bald zu einer Entscheidung kommen würde. In der Bevölkerung löste das Urteil aber keinerlei Protest aus, da die KPD zu diesem Zeitpunkt bereits relativ isoliert dastand. Die Arbeiterschicht vertraute im Kern der SPD, und in den Gewerkschaften hatte die KPD ebenfalls keinerlei Rückhalt. In weiten Teilen der Bevölkerung galt die KPD als verlängerter Arm der SED.
Historische Bedeutung erlangte das Verfahren nicht deshalb, weil es sich um eines von insgesamt drei Verbotsverfahren gegen eine Partei handelte, sondern weil es das einzige Verfahren war (und bis heute ist), in das die Bundesregierung aktiv einzugreifen versuchte.

### Bruch der Koalition
1956 verließ die FDP die Koalition, offiziell wegen Differenzen in der Deutschlandpolitik. Doch tatsächlich beendete Konrad Adenauer die Koalition mit der FDP. Der Hintergrund war, dass Adenauer versuchte die FDP dazu zu bewegen, den Vorsitzenden Thomas Dehler durch den national-liberalen August-Martin Euler zu ersetzen. Als das Vorhaben gescheitert war, versuchte Adenauer durch eine Abänderung des Wahlrechts die FDP zu schwächen und aus dem Bundestag zu drücken. Das Wahlrecht sollte so geändert werden, dass 60 % der Abgeordneten direkt gewählt werden und nur 40 % über die Landeslisten, wobei die Direktmandate nicht angerechnet werden. Dieses Grabenwahlsystem hätte die großen Parteien, vor allem die CDU/CSU stark begünstigt, da von ihren 244 Abgeordneten im Bundestag 172 direkt gewählt worden waren.
Als unmittelbare Reaktion auf den Angriff Adenauers kündigte die FDP die Koalition mit der CDU in Nordrhein-Westfalen auf und ging dort mit der SPD zusammen.
Adenauer gelang es, die FDP-Fraktion zu spalten. Die sogenannte Euler-Gruppe verließ die FDP, offiziell aus Protest gegen die SPD/FDP-Koalition in Nordrhein-Westfalen. Unter diesen 16 Bundestagsabgeordneten befanden sich alle vier FDP-Minister. Diese gründeten die Freie Volkspartei (FVP) und bildeten eine neue Koalition mit Adenauer. Das Kabinett blieb trotz des Ausscheidens der FDP aus der Koalition unverändert.
Nach Verlassen der Koalition versuchte die FDP, sich voll und ganz auf die Deutschlandpolitik zu konzentrieren, und nahm Kontakt zur DDR-Blockpartei LDPD auf. Dabei musste sie aber feststellen, dass es zwischen der Blockpartei und den Freien Demokraten keine Gemeinsamkeiten mehr gab, da die LDPD ganz auf die SED-Linie eingefahren war.

### Wahlkampf zur Wahl des 3. Deutschen Bundestags

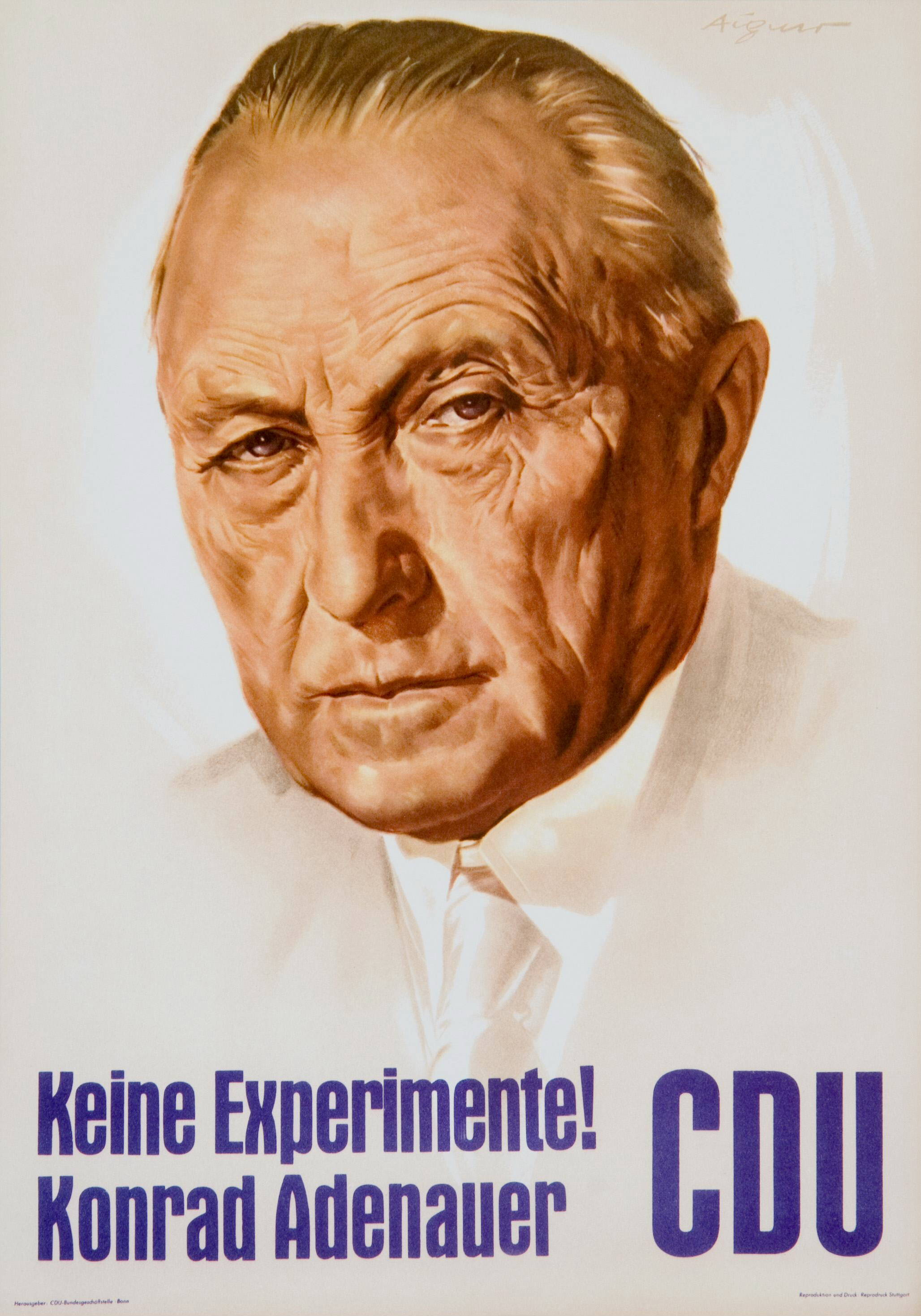
Wahlplakat der CDU 1957

Der Wahlkampf zur Bundestagswahl 1957 konzentrierte sich auf die Deutschlandpolitik. Mit ihrer Forderung, dass die Bundesrepublik Deutschland aus der NATO und die DDR aus dem Warschauer Pakt austreten sollten, um eine Wiedervereinigung möglich zu machen, gingen die Sozialdemokraten (SPD) voll auf Konfrontationskurs zur bisherigen Deutschlandpolitik Adenauers und stellten damit auch die Westintegration in Frage. Ein weiterer Schwerpunkt der SPD war die atomare Bewaffnung der Bundeswehr. Die SPD wertete Atomwaffen als reine Angriffswaffen. Die Christdemokraten (CDU) konterten mit dem Slogan Keine Experimente. Von Adenauer wurde der Wahlkampf extrem scharf geführt. Er bezeichnete es als das Ende Deutschlands, falls die SPD gewinnen sollte.

## Auf dem Höhepunkt der Macht
Das erste und bis heute einzige Mal konnte die CDU/CSU die absolute Mehrheit an Stimmen und Mandaten gewinnen. Mit 50,2 % der Stimmen und 270 Abgeordneten konnte Adenauer nun allein regieren und war nicht auf einen Koalitionspartner angewiesen. Bei der Bildung des Kabinetts überließ Adenauer aber zwei Ministerien der DP. Die CDU hatte zugunsten der DP auf einige Direktkandidaten verzichtet und somit der DP, die sechs Direktmandate gewann, den Einzug in den Deutschen Bundestag ermöglicht, obwohl sie an der Fünfprozenthürde scheiterte (siehe: Huckepackverfahren). Der Minister für Verkehr, Hans-Christoph Seebohm, sowie der Minister für Angelegenheiten des Bundesrates und der Länder, Hans-Joachim von Merkatz, traten beide 1960 der CDU bei.
Im Parlament waren nun nur noch fünf Parteien und vier Fraktionen vertreten, da auch die GB/BHE mit 4,6 % knapp an der Fünfprozenthürde scheiterte.
Das Kabinett bestand nun nur noch aus 18 Ministern, da die vier Minister für „besondere Aufgaben“ (früher auch Minister ohne Geschäftsbereich) nicht mehr ernannt wurden.
Trotz der anhaltenden Konflikte blieb Heinrich von Brentano Außenminister. Ludwig Erhard wurde Stellvertreter Adenauers.
Ein wesentlicher die Wahl entscheidender Faktor war Adenauers erfolgreiche Reise nach Moskau und die damit verbundene Heimkehr der Kriegsgefangenen sowie der Beitritt des Saarlandes ins Bundesgebiet. Die SPD unter Erich Ollenhauer konnte zwar drei Prozentpunkte hinzugewinnen, musste die Wahl aber, in Hinblick auf die Forderungen nach der Aufgabe der Westintegration zugunsten der Wiedervereinigung, als herbe Niederlage einstufen. Auch die Beschwörung einer Gefahr, die von der Wiederbewaffnung und dem Vorhaben, Atomwaffen für die Bundeswehr zu beschaffen, ausgehe, konnte die Wähler nicht beeinflussen.

### Römische Verträge
Am 1. Januar 1958 traten die Römischen Verträge in Kraft. Zu ihnen gehörten der EWG-Vertrag und der EURATOM-Vertrag.

#### EURATOM-Vertrag
- sichere und effektive Kernenergie
- Weitergabe von wichtigem Know-how
- friedliche Verwendung
- gemeinsame Forschung und Entwicklung
- gemeinsames Vorgehen, um Leistungen zu verwirklichen
- Modernisierung; Zugang zu den besten technischen Mitteln
- Sicherheitsnormen
- gemeinsamer Markt für verwendete Stoffe
- Aufgaben, wahrgenommen durch Rat, Kommission, Versammlung und EuGH

#### EWG-Vertrag (Europäische Wirtschaftsgemeinschaft)
- Sicherung des sozialen und wirtschaftlichen Fortschritts
- Beseitigung europäischer Schranken; Abschaffung der Zölle
- Verbesserung der Lebens- und Beschäftigungsbestimmungen
- beständige Wirtschaftsausweitung, ausgewogener Handelsverkehr, redlicher Wettbewerb
- gemeinsame Handels-, Landwirtschafts- und Verkehrspolitik
- Wahrung von Frieden und Freiheit
- größere Stabilität, engere Beziehungen zwischen den Staaten
- freier Personen-, Dienstleistungs-, Kapital- und Warenverkehr
- Angleichung innerstaatlicher Rechtsvorschriften
- innere und äußere finanzielle Stabilität

### Der Fall Oberländer

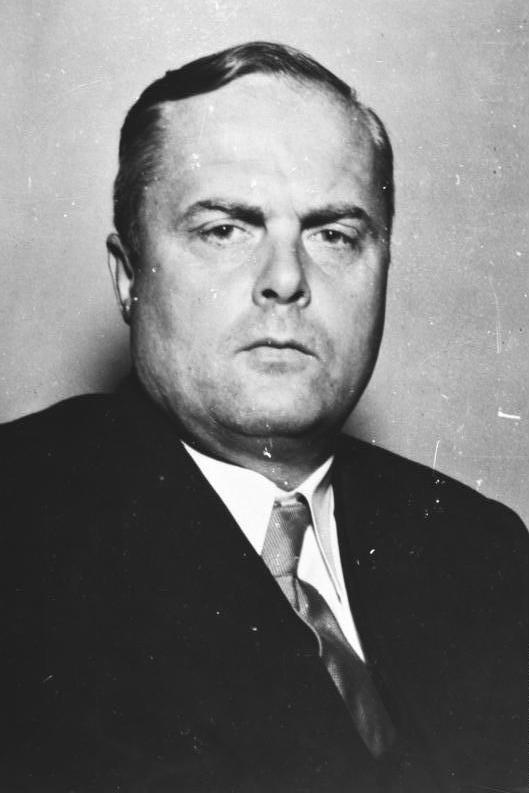
Theodor Oberländer

Am 4. Mai 1960 trat der Minister für Vertriebene, Flüchtlinge und Kriegsgeschädigte Theodor Oberländer zurück. Vorangegangen war eine seit 1959 heftig geführte Auseinandersetzung über die Rolle Oberländers während der NS-Zeit.
Oberländer war als damals Achtzehnjähriger am Hitlerputsch 1923 beteiligt. Seine Rolle während des Zweiten Weltkriegs war jahrelang umstritten. Das Politbüro des ZK der SED wollte am Beispiel Oberländers die „Wesensgleichheit des Bonner Systems mit dem Hitlerfaschismus beweisen“. In einem Schauprozess wurde Oberländer in Abwesenheit zu lebenslangem Zuchthaus verurteilt. Adenauer weigerte sich aber Oberländer zu entlassen. Er argumentierte, er sei nicht bereit, „einem Mann den Kopf abzuschlagen, nur weil die SED es will“.
Obwohl Oberländer bis zu diesem Zeitpunkt keine Kriegsverbrechen nachzuweisen waren, stand die Regierung Adenauer unter Druck. Oberländer wurde vorgeworfen, an Pogromen im galizischen Lemberg beteiligt gewesen zu sein. Oberländer selbst bestritt die Vorwürfe bis zu seinem Tod 1998. Bis heute konnte ihm eine Beteiligung nicht nachgewiesen werden. Dennoch galt Oberländer als besonders beispielhaft für die Kontinuität der Funktionselite zwischen dem Dritten Reich und der Nachkriegsrepublik.
Nachdem die SPD einen Untersuchungsausschuss über die Vergangenheit Oberländers beantragt hatte, trat er schließlich am 4. Mai 1960 nach Erreichen der Pensionsberechtigung unter Zurückweisung der Vorwürfe zurück.
Nachfolger Oberländers wurde der ehemalige DP-Abgeordnete Hans-Joachim von Merkatz, der im zweiten Kabinett Adenauers bereits Minister für Angelegenheiten der Länder und Justizminister war und wenige Wochen vor seiner erneuten Ernennung zum Minister für Vertriebene, Flüchtlinge und Kriegsgeschädigte der CDU beigetreten war.
Oberländer blieb Bundestagsabgeordneter. Bei der Bundestagswahl 1961 verfehlte er den Einzug zwar, rückte aber 1963 nochmals über die Landesliste Niedersachsen für die CDU nach, nachdem die Abgeordnete Elisabeth Vietje verstorben war.
Nach der Wiedervereinigung hob das Landgericht Berlin am 28. November 1993 das 1960 ergangene DDR-Urteil gegen Oberländer aus formalen Gründen auf.
In der historischen Betrachtung wird Oberländer sehr unterschiedlich beurteilt. Für Adenauer waren Personen wie Oberländer oder Globke unverzichtbar für den Aufbau der Bundesrepublik Deutschland. Philipp-Christian Wachs urteilte in seinem Buch Der Fall Theodor Oberländer (1905–1998), Theodor Oberländer gehörte zur akademischen Elite des Nationalsozialismus. Sein Leben war Teil der Geschichte beider deutscher Staaten und ihres Umgangs mit der Vergangenheit.

### Bau der Berliner Mauer

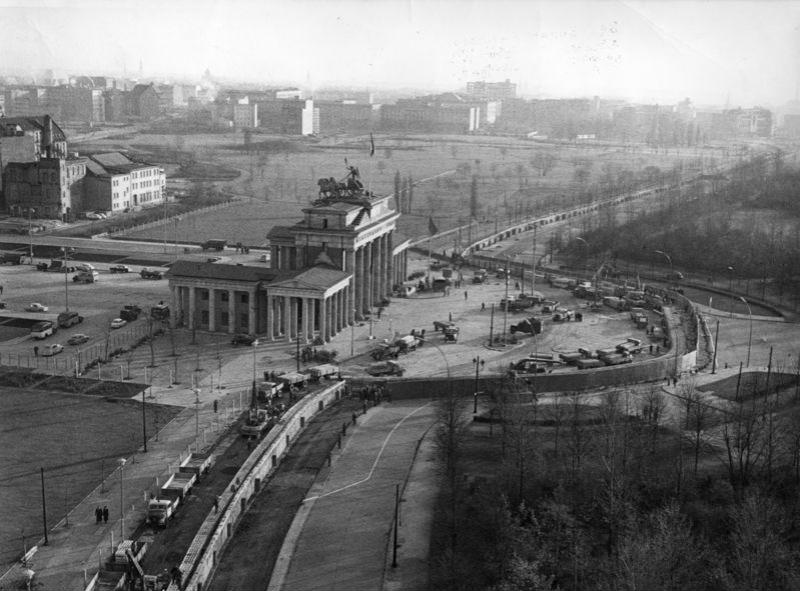
Luftbild vom Brandenburger Tor 1961

In der Nacht vom 12. auf den 13. August 1961 begann die DDR nach Zustimmung des Kreml, die Grenze zwischen den drei Westzonen und der Ostzone Berlins abzuriegeln. In den folgenden Tagen wurde damit begonnen, eine insgesamt 155 Kilometer lange Mauer zu errichten. Die U-Bahn- und S-Bahn-Verbindungen wurden unterbrochen. Damit war das letzte Schlupfloch, durch das DDR-Bürger in den Westen konnten, geschlossen.
Bereits Monate vorher gab es immer wieder Gerüchte, dass die DDR eine vollständige Abriegelung der Grenzen plane. Sowohl die Westalliierten als auch die Bundesregierung waren über die bevorstehenden Maßnahmen unterrichtet. Es gab aber keine Informationen über Art und Zeitpunkt der Maßnahmen. Am 10. August 1961 bekam der BND Hinweise über einen bevorstehenden Mauerbau. Bei einer Pressekonferenz in Ost-Berlin am 15. Juni 1961 antwortete Walter Ulbricht auf die Frage der Journalistin Annamarie Doherr von der Frankfurter Rundschau:
„Ich verstehe Ihre Frage so, dass es Menschen in Westdeutschland gibt, die wünschen, dass wir die Bauarbeiter der Hauptstadt der DDR mobilisieren, um eine Mauer aufzurichten, ja? Mir ist nicht bekannt, dass [eine] solche Absicht besteht, da sich die Bauarbeiter in der Hauptstadt hauptsächlich mit Wohnungsbau beschäftigen und ihre Arbeitskraft dafür voll ausgenutzt wird, voll eingesetzt wird. Niemand hat die Absicht, eine Mauer zu errichten.“
Ulbricht war damit der erste, der den Begriff „Mauer“ für die Grenzsicherung verwendete. Zu diesem Zeitpunkt wurde dem Westen klar, um welche Grenzsicherung es sich handeln würde.
Erklärung von Bundeskanzler Konrad Adenauer, 13. August 1961:
Die Machthaber der Sowjetzone haben heute nacht damit begonnen, unter offenem Bruch der Viermächtevereinbarungen West-Berlin von seiner Umgebung abzuriegeln. Diese Maßnahme ist getroffen worden, weil das der mitteldeutschen Bevölkerung von einer auswärtigen Macht aufgezwungene Regime der inneren Schwierigkeiten in seinem Machtbereich nicht mehr Herr wurde. Die übrigen Ostblock-Staaten haben von dem Zonenregime verlangt, diesen Zustand seiner Schwäche und Unsicherheit zu beseitigen. Der gesamten Weltöffentlichkeit wurde durch die Massenflucht aus der Zone tagtäglich gezeigt, unter welchem Druck die Bewohner stehen und daß ihnen das in der ganzen Welt anerkannte Selbstbestimmungsrecht nicht gewährt wird.
Durch die Willkür des Pankower Regimes ist eine ernste Situation heraufbeschworen worden. Im Verein mit unseren Alliierten werden die erforderlichen Gegenmaßnahmen getroffen. Die Bundesregierung bittet alle Deutschen, auf diese Maßnahmen zu vertrauen. Es ist das Gebot der Stunde, in Festigkeit, aber auch in Ruhe der Herausforderung des Ostens zu begegnen und nichts zu unternehmen, was die Lage nur erschweren, aber nicht verbessern kann.
Mit den Deutschen in der Sowjetzone und in Ost-Berlin fühlen wir uns nach wie vor aufs engste verbunden; sie sind und bleiben unsere deutschen Brüder und Schwestern. Die Bundesregierung hält an dem Ziel der deutschen Einheit in Freiheit unverrückbar fest. Bei der Bedeutung des Vorgangs habe ich den Außenminister gebeten, die ausländischen Regierungen durch die deutschen Vertretungen unterrichten zu lassen.
Adenauers Zurückhaltung löste sowohl in der Bundesrepublik als auch in Berlin Unmut aus. Es wurde vor allem von den Berlinern erwartet, dass Adenauer sich sofort auf den Weg nach Berlin machen würde, doch reiste er erst am 22./23. August nach Berlin. Auch die Westalliierten sahen zunächst keinen Handlungsbedarf. US-Außenminister Dean Rusk erklärte hierzu: Vorliegende Berichte deuten darauf hin, dass sich die bisher getroffenen Maßnahmen gegen die Bewohner Ostberlins und Ostdeutschlands und nicht gegen die Position der Alliierten in Westberlin oder den Zugang nach Westberlin richten. Die Westberliner wurden durch den Besuch des US-Vizepräsidenten Lyndon B. Johnson und den Helden der Luftbrücke General Lucius D. Clay beruhigt. Johnson sicherte dem Regierenden Bürgermeister Willy Brandt zu, dass am Status von Berlin nicht gerüttelt werde, und die USA verstärkte die Militärpräsenz in Berlin. Adenauers Ansehen war durch sein Verhalten nach dem Mauerbau beschädigt.

#### Adenauers Tauschangebot
Laut einem Bericht des Magazins Der Spiegel hat die Bundesregierung 2011 geheime Dokumente freigegeben, aus denen hervorgeht, dass Adenauer versucht hat, John F. Kennedy vorzuschlagen, der Sowjetunion ein Tauschgeschäft anzubieten. Thüringen und Teile Mecklenburgs und Sachsens sollten an die Bundesrepublik Deutschland fallen und dafür West-Berlin aufgegeben werden. Hintergrund war, dass Teile Thüringens ursprünglich von den Amerikanern besetzt wurden, im Rahmen des Viermächteabkommens dann aber an die Sowjetunion fielen. Adenauer wollte damit die Berlin-Krise beenden. Es sollen zudem vor allem wirtschaftliche Interessen im Vordergrund gestanden haben. So bezeichnet das Magazin die Aktion als „einen vorteilhaften Tausch“.

### Deutschland-Fernsehen
Ende 1958 wurde aufgrund des Gutachtens des Fernsehtheoretikers Gerhard Eckert die Freies Fernsehen GmbH (FFG) in Frankfurt als bundeseigener Privatsender gegründet. Die Gründung ging auf eine Initiative Konrad Adenauers zurück, der die Berichterstattung der Länderanstalten in der ARD als nicht immer neutral ansah und sich unterrepräsentiert fühlte.
Ein von der ARD unabhängiges zweites Programm sollte dazu als Gegengewicht dienen. Da die Kulturhoheit laut Grundgesetz den Bundesländern vorbehalten war, sollte die privatwirtschaftliche Organisation des Senders dieses ermöglichen. Ein weiteres Argument war, dass für die Rundfunksender die Deutsche Bundespost und somit der Bund zuständig sei und folglich auch über die Fernsehanstalten befinden könne. Adenauer sah die Zeit für eine solche Neuordnung gekommen, da er der Meinung war, durch die absolute Mehrheit im Parlament die Bürger im Rücken zu haben. Da die SPD-geführten Länder bereits Widerstand angekündigt hatten, wurde die Deutschland-Fernsehen GmbH gegründet; an ihr sollten die Länder zu 49 % beteiligt werden, während 51 % beim Bund verbleiben sollten. Die FFG sollte dabei aber de facto als alleiniger Programmgestalter auftreten.
Die Idee einer privaten Fernsehanstalt ist nicht neu gewesen. Bereits 1952 gab es erste Überlegungen der Wirtschaft, einen privaten Radiosender einzurichten, um sich mit Werbung besser präsentieren zu können. 1953 verweigerte der Bundespostminister den Länderanstalten weitere Frequenzen und kündigte an, private Rundfunkveranstalter zu fördern. Im gleichen Jahr sollte die Funkwirtschaftliche Interessenvereinigung den Grundstein für eine eigene Anstalt legen, doch kam diese Gründung nie zu Stande. Neben der FFG und der Deutschland-Fernsehen GmbH wurden zwei weitere Tochtergesellschaften gegründet. Zum einen die Fernsehverkaufs- und Werbegemeinschaft mbH als 99-prozentige Tochter der FFG, die den Zweck hatte, der Werbewirtschaft den direkten Einfluss auf die Programmgestaltung zu verbauen, was vor allem eine Forderung innerhalb der CDU wie auch von den Kirchen war. Des Weiteren wurde die Deutscher Fernsehdienst GmbH gegründet, die für die tagesaktuelle Berichterstattung der Nachrichten zuständig war. Diese Gesellschaft war zu 51 % ein Tochterunternehmen der FFG. Die restlichen Anteile verteilten sich auf die Internationale Fernsehagentur GmbH (IFAG) in Wiesbaden, an der die Bundesregierung zu 51 % beteiligt war, und die Deutsche Wochenschau mit je 12 %. Die evangelische Kirche und Tellux-Film hielten je 10 % und der Marx Verlag als jüdischer Vertreter 5 % der Anteile.
Da der Bund neben dem BDI das alleinige Vorschlagsrecht für die Besetzung des Aufsichtsrates der FFG hatte und der Lizenznehmer zu 51 % im Besitz des Bundes war, war das Deutschland-Fernsehen mit den Anteilen von IFAG und FFG an der DFD GmbH faktisch ein reiner Staatssender. Am 1. August 1960 wurde die Deutschland-Fernsehen GmbH ins Handelsregister Köln eingetragen. Für den Bund unterzeichnete Konrad Adenauer, für die Länder treuhänderisch der Bundesjustizminister Schäffer. Für den 1. Januar 1961 wurde die Zuteilung der Frequenzen bei der Deutschen Bundespost beantragt. Doch die Länder akzeptierten Schäffer nicht, weshalb bereits am 25. August die Satzung geändert werden musste und der Bund die Einlage der Länder in Höhe von bis dahin 11.000 DM zu übernehmen hatte.
Die von der SPD regierten Länder Hamburg, Bremen, Niedersachsen und Hessen legten daraufhin Klage beim Bundesverfassungsgericht ein. Per einstweiliger Anordnung wurde bis zum Abschluss des Hauptverfahrens vom Bundesverfassungsgericht die Ausstrahlung von weiteren Sendern neben der ARD untersagt. Dieses Urteil galt zunächst nicht nur für die FFG und das Deutschland-Fernsehen, sondern auch für die Gegenmodelle der Länderanstalten NDR und HR, die ihrerseits ein zweites Programm anbieten wollten. Damit war ein Sendestart zum 1. Januar 1961 nicht mehr möglich. Adenauer rechnete zwar durchaus damit, dass die Länder im Hauptverfahren recht bekommen könnten, doch sah er auch eine Chance, dass zugunsten der Bundesregierung entschieden wird, da es tatsächlich eine gewisse Kompetenzüberschneidung gab. In Art. 73 Nr. 7 a. F. GG war die Zuständigkeit für die technische Umsetzung der Bundespost unterstellt, in Art. 5 GG die Kulturhoheit den Ländern zugewiesen. Das Bundesverfassungsgericht sprach im ersten Rundfunkurteil weder zugunsten der Länder noch des Bundes Recht. Es unterschied klar zwischen der technischen und der kulturellen Umsetzung durch den Sendeveranstalter als Anbieter. Für die Umsetzung war die Bundespost zuständig, für die Inhalte aber waren es ausschließlich die Länder. Für Adenauer war dieses Urteil eine vernichtende Niederlage. FFG und Deutschland-Fernsehen mussten sofort aufgelöst werden. Die Verbindlichkeiten und Kosten von rund 30 bis 35 Millionen DM musste der Bund zahlen. Adenauer versuchte noch eine Art Schadensbegrenzung und bat die Länder, das bereits produzierte Material zu übernehmen.

#### Die Folgen
Aus heutiger Sicht war das Scheitern der Deutschland-Fernsehen GmbH neben dem Verhalten Adenauers beim Mauerbau in Berlin der eigentliche Anfang vom Ende der Adenauer-Ära. Für Konrad Adenauer war das Scheitern sowohl ein großer Gesichts- als auch Machtverlust. Für die deutsche Medienlandschaft hatte der Versuch positive und negative Folgen. Es wurden Verträge u. a. mit der von Peter von Zahn geführten Windrose Film- und Fernsehproduktions GmbH abgeschlossen, die mit einem Etat von rund 50 Millionen DM für acht Jahre ein für deutsche Verhältnisse nie dagewesenes Auslandsreportage-Netz zur Verfügung stellte. Der WDR übernahm die bis dahin produzierten Sendungen mit großem Erfolg. Sie waren die Grundlage für die heute noch existierende Sendereihe Weltspiegel.
Mit der Schaffung von privaten Anbietern beschäftigte sich das Bundesverfassungsgericht erst 20 Jahre später wieder, als das Kabelnetz vorbereitet wurde, und fällte 1981 das weitere Grundsatzurteil, dass sowohl private als auch öffentlich-rechtliche Anbieter senden dürfen. Erst 1984 sendete Radio Luxemburg über den Kabelsender RTL plus das erste rein private Fernsehen.
Politisch war mit diesem Urteil der Adenauer-Ära aber noch kein Ende gesetzt. Durch die Verhinderung von „Adenauers Kanzlerfernsehen“ gerieten besonders die SPD-regierten Länder unter Druck, da die Schaffung eines zweiten Vollprogramms nun erwartet wurde. Die CDU/CSU-Bundestagsfraktion konnte aber ein zweites ARD-Programm verhindern, woraufhin die Länder die Schaffung einer Anstalt des öffentlichen Rechts (AdöR, AöR) unabhängig von der ARD beschlossen. Der Sender bekam den Namen Zweites Deutsches Fernsehen (ZDF). Das Land Rheinland-Pfalz kaufte für das ZDF die Sendezentrale der FFG in Eschborn. Zwischen 1964 und 1969 richteten die ARD-Sendeanstalten die „Dritten“ Programme ein.

### Die Präsidentschaftskrise
1959 endete die zweite Amtszeit des ersten Bundespräsidenten der Bundesrepublik Deutschland Theodor Heuss. Konrad Adenauer schlug Wirtschaftsminister Ludwig Erhard als dessen Nachfolger vor. Doch vermutete man schnell in diesem Vorschlag einen Schachzug Adenauers, der Erhard damit als seinen Nachfolger im Amt des Bundeskanzlers verhindert hätte. Die CDU favorisierte Erhard aber weiterhin als Nachfolger Adenauers. Als Erhard dann schließlich ablehnte, reichte er selbst seine Kandidatur ein. Ziel war es, seinen Nachfolger vom Präsidentenamt aus kontrollieren zu können. Doch als Adenauer bemerkte, wie wenig Macht das Amt des Bundespräsidenten beinhaltete, verzichtete er schließlich auf die Kandidatur und überredete Heinrich Lübke, die Nachfolge von Heuss anzutreten. Lübke wurde dann auch von der Bundesversammlung zum zweiten Bundespräsidenten gewählt.

## Wahlkampf zur Wahl des 4. Deutschen Bundestags
Für die CDU – ohne Adenauer! lautete die Wahlkampfparole der FDP. Der gesamte Wahlkampf bei der Bundestagswahl 1961 war extrem personifiziert. Nicht Inhalte, sondern die Spitzenkandidaten standen im Vordergrund. Das galt vor allem für die Spitzenkandidaten der Mitbewerber. Die SPD hatte nicht ihren Vorsitzenden Erich Ollenhauer aufgestellt, sondern den Regierenden Bürgermeister von Berlin Willy Brandt. Die CDU/CSU setzte weiter auf Bundeskanzler Konrad Adenauer. Die FDP ging mit Erich Mende in den Wahlkampf.
Besonders die Auseinandersetzung zwischen Herausforderer Brandt und Amtsinhaber Adenauer bestimmten zunächst den Wahlkampf, der dann aber vom Bau der Berliner Mauer überschattet wurde.
Doch zunächst stand die Auseinandersetzung zwischen Adenauer und Brandt im Vordergrund. Brandt war beliebt und galt als Hoffnungsträger. Adenauer versuchte ihn persönlich zu diffamieren. Er versuchte für sich zu nutzen, dass Brandt während der NS-Zeit nach Norwegen emigriert war, seinen Namen geändert hatte und, bevor er sich zum Sozialdemokraten gewandelt hatte, in jungen Jahren ein radikaler Sozialist gewesen sei. Aber auch Brandt teilte aus. In einer Wahlkampfrede am 12. August 1961 sagte er, er wolle den „alten Greis“, „zum Denkmal erstarrt“, vom Sockel stoßen.
Bei einem Wahlkampfauftritt in Regensburg am 14. August, also einen Tag nach Beginn der Absperrmaßnahmen an der Berliner Grenze, ließ sich Adenauer, unter Druck stehend, zu der Entgleisung „Herr Brandt alias Frahm“ hinreißen. Dieses wurde in der Bevölkerung mit Unverständnis aufgenommen. Adenauers Umfragewerte sanken. An einem entschlossenen Schulterschluss bei der Bewältigung der Berlin-Krise war niemandem gelegen. In der Bevölkerung waren die Rollen klar verteilt: der handelnde Regierende Bürgermeister gegen den zaudernden Bundeskanzler.
In den Sachfragen setzte die SPD vor allem auf den Slogan „Wohlstand ist für alle da“ und „Frohe Ferien. Jahresurlaub mindestens vier Wochen“. Des Weiteren bekannte sich die SPD zur NATO-Mitgliedschaft und zur sozialen Marktwirtschaft. Die CDU setzte weiter auf sich selbst mit dem Slogan „Auch morgen keine Experimente – CDU“. Die FDP warb mit „Ein freies Volk braucht Freie Demokraten“.
Es kristallisierte sich für die CDU heraus, dass man einen Koalitionspartner brauchen werde. Doch die FDP stellte die Bedingung „nicht mit Adenauer“, der wiederum zurückschlug und die Option einer Großen Koalition mit der SPD nicht ausschloss. Damit geriet die FDP wiederum unter Druck, wenn sie nicht erneut in der Opposition landen wollte.

### Die Wahlen
Die CDU/CSU büßte erwartungsgemäß die absolute Mehrheit ein und kam zusammen auf 45,3 %. Dabei profitierte sie noch vom Scheitern der Gesamtdeutschen Partei, die gemessen an den Wahlergebnissen ihrer Vorgängerparteien rund 5,2 % einbüßte und mit 2,8 % der Stimmen an der Fünfprozenthürde scheiterte. Die SPD konnte mit 11.427.355 Stimmen (36,2 %) rund zwei Millionen Stimmen hinzugewinnen. Damit erzielten sie etwa 50.000 Stimmen mehr als die CDU und wurde wie schon 1949 zur stimmstärksten Partei im Bundestag. Es war die erste Wahl nach Verabschiedung des Godesberger Programms, das eine Abkehr vom historischen Marxismus hin zu einem demokratischen Sozialismus bedeutete. Dieses Programm gilt heute als der vollzogene Wandel der SPD zur Volkspartei. Insgesamt wird der Wahlerfolg aber an der Person Willy Brandt festgemacht. Der größte Gewinner war die FDP. Sie konnte mit 12,8 % der Stimmen ihr bis dahin bestes Ergebnis erzielen.
Bei den Mandaten im 4. Deutschen Bundestag blieb jedoch die CDU stärkste Partei, da sie auf Grund ihrer hohen Zahl an Direktmandaten (114 gegenüber 92 der SPD) fünf Überhangmandate erzielte, die damals noch nicht durch Ausgleichsmandate kompensiert wurden; sie kam mit 192 Mandaten auf zwei mehr als die SPD. Die CDU/CSU-Bundestagsfraktion vereinte damit 242 Mandate auf sich und war weiter stärkste Fraktion. Die SPD bekam 190, die FDP 62.

#### Koalitionsverhandlungen
Die FDP blieb nach der Wahl bei ihrem erklärten Ziel, eine Koalition mit der CDU/CSU eingehen zu wollen. Zunächst ging man aber unter der Voraussetzung in die Verhandlungen, Konrad Adenauer nicht zum Bundeskanzler wählen zu wollen. Man klärte zunächst die Sachfragen und konnte sich rasch einigen. Die Personaldiskussion zog sich aber in die Länge. Adenauer setzte die FDP mit der Option einer großen Koalition weiter unter Druck. Er wollte unter allen Umständen eine vierte Amtszeit. Rein rechnerisch wäre für die FDP auch eine Koalition mit der SPD möglich gewesen, doch war das zu diesem Zeitpunkt für die FDP noch keine Option. Nachdem Adenauer der SPD ein Koalitionsangebot zukommen ließ, kippte die FDP um. Allerdings konnte sie Adenauer die Zusage abringen, noch innerhalb der Legislaturperiode zurückzutreten. Dennoch musste sich die FDP dem Vorwurf der Wählertäuschung aussetzen, da sie stark damit geworben hatte, Adenauer ablösen zu wollen.

#### Die Regierung
Zunächst blieben Adenauer Kanzler und Ludwig Erhard sein Stellvertreter. Die FDP und CSU bekamen je fünf Ministerien, die CDU neben dem Kanzler elf. Das Auswärtige Amt blieb anders als später üblich in der Hand der Kanzlerpartei CDU.

### Deutsch-französische Zusammenarbeit

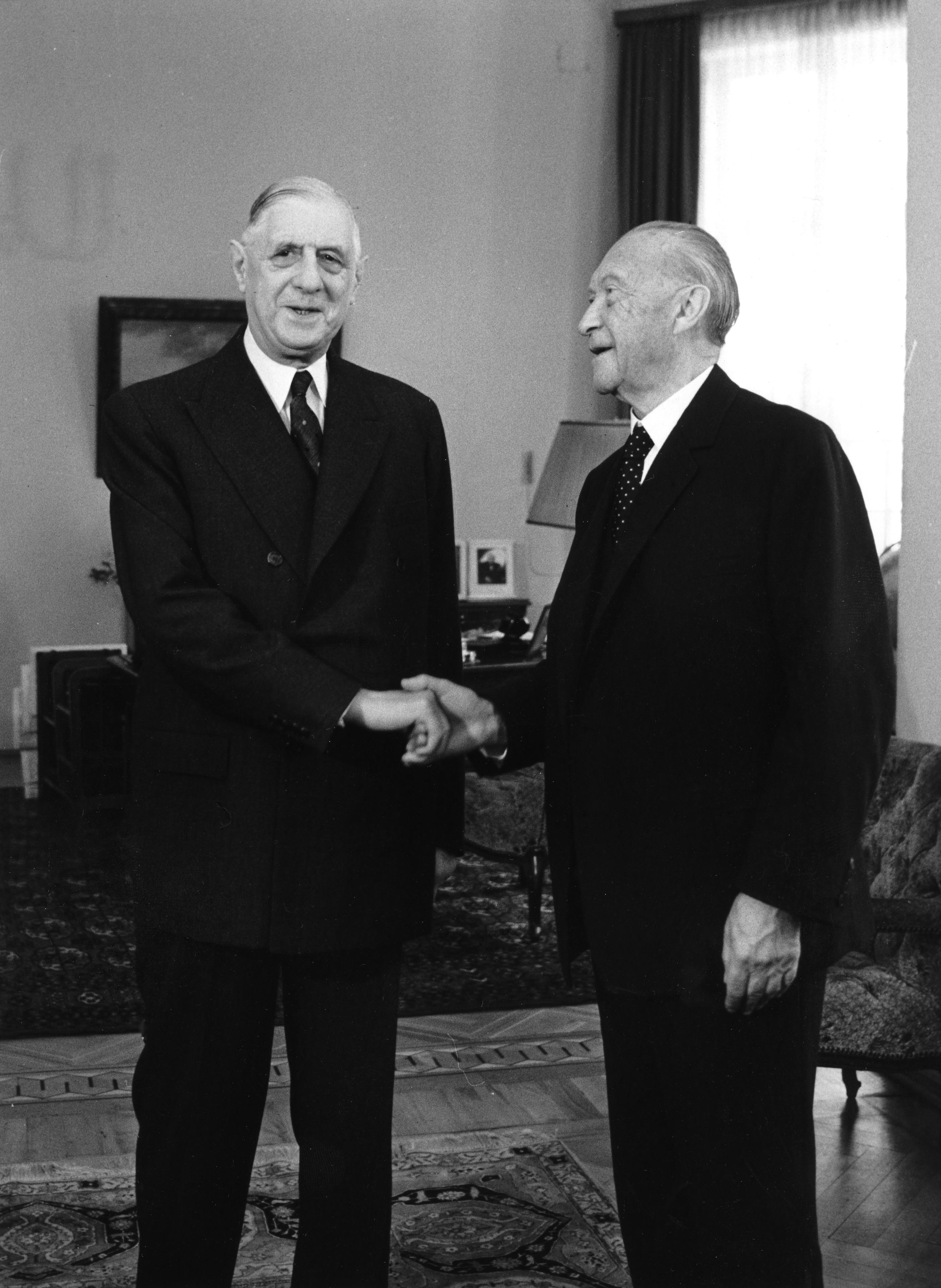
Der französische Staatspräsident Charles de Gaulle und Bundeskanzler Konrad Adenauer

1962 nahm der französische Staatspräsident Charles de Gaulle eine Einladung Konrad Adenauers zu einem Staatsbesuch in Deutschland an. De Gaulle setzte vor allem auf die Symbolkraft des Besuches. Mit den Worten: „Es lebe Deutschland, es lebe die deutsch-französische Freundschaft!“ endete die Begrüßungsrede de Gaulles auf dem Flughafen Köln-Bonn.
Neben markigen Worten setzte de Gaulle auch auf symbolische Handlungen. So wünschte sich de Gaulle ein Treffen mit Vertretern der Arbeiterklasse. Neben den ersten Reisezielen Bonn und Düsseldorf fuhr de Gaulle zu Thyssen nach Duisburg. Nachdem Thyssen im Ersten und Zweiten Weltkrieg Waffen hergestellt hatte, die gegen Frankreich eingesetzt wurden, wollte de Gaulle nun seine Bereitschaft zur Zusammenarbeit dokumentieren.
Neben der großen Symbolkraft und der Bedeutung des Treffens als „Beginn einer Freundschaft“ der einstigen Erzfeinde hatte der Besuch auch politische Bedeutung für Europa. Frankreich hatte das Ziel, Europa als Gegengewicht zu den USA aufzustellen, und brauchte dafür Deutschland als Wirtschaftsfaktor. Aber auch Adenauer hatte das Ziel, sich in einem gemeinsamen Europa behaupten zu können. Allerdings hatte sich Adenauer auch stark an die USA gebunden und wollte die Beziehungen zu den USA nicht aufweichen. Frankreich setzte mehr auf Distanz zu den USA.
Man beschloss einen Gegenbesuch Adenauers in Paris und entwickelte einen Vertrag zwischen der Bundesrepublik Deutschland und der Französischen Republik über die deutsch-französische Zusammenarbeit, auch Élysée-Vertrag genannt.

#### Élysée-Vertrag

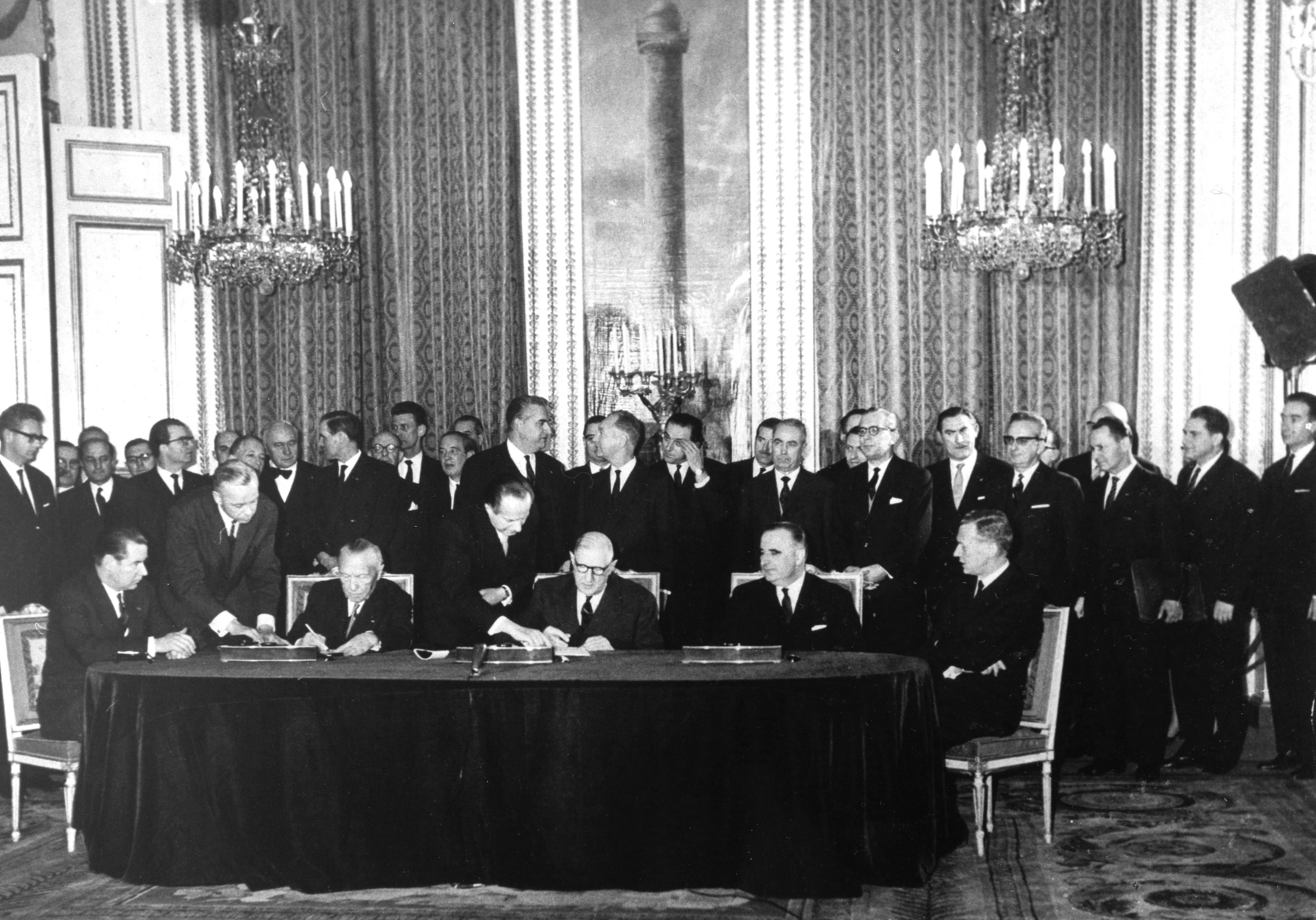
Im Bild (v. l. n. r.) am Tisch:
Bundesminister des Auswärtigen, Gerhard Schröder, Bundeskanzler Konrad Adenauer, Staatspräsident Charles de Gaulle, Premierminister Georges Pompidou und der französische Außenminister Maurice Couve de Murville

Der Élysée-Vertrag war der erste Vertrag zwischen Deutschland und Frankreich über eine Zusammenarbeit beider Staaten. Er wird gemeinhin auch als erster Freundschaftsvertrag der beiden Staaten bezeichnet. Diese Darstellung ist aber politisch betrachtet nicht ganz korrekt, da Frankreich zu diesem Zeitpunkt de facto immer noch eine Besatzungsmacht war und nach wie vor ein Vetorecht auf Entscheidungen der Bundesrepublik Deutschland hatte. Dennoch bezeichnen Politiker wie Historiker diesen Vertrag als den Grundstein für das Ende der Erzfeindschaft zwischen Deutschland und Frankreich und den Beginn einer neuen Epoche in Europa. Der Vertrag verpflichtet beide Regierungen zu Konsultationen in allen wichtigen Fragen der Außen-, Sicherheits-, Jugend- und Kulturpolitik. Daneben wurden regelmäßige Treffen auf Regierungsebene beschlossen. Am 22. Januar 1963 wurde der Vertrag unterzeichnet. Beide Parteien unterzeichneten jeweils die deutsche und die französische Version. Als besondere Geste galt, dass Charles de Gaulle Konrad Adenauer nach der Unterzeichnung umarmte. Aus heutiger Sicht wird davon ausgegangen, dass diese Umarmung von de Gaulle ausging, der sehr stark auf Symbolik setzte und damit die Bedeutung des Vertrages unterstreichen wollte. Es war die erste der bis heute drei großen Gesten, die die deutsch-französische Freundschaft unterstreichen sollten. Am 22. September 1984 waren Helmut Kohl und François Mitterrand mit dem Handschlag von Verdun anlässlich einer großen Zeremonie zur Erinnerung an die Opfer der Kriege zwischen Frankreich und Deutschland anwesend. Am 6. Juni 2004 umarmten sich Gerhard Schröder und Jacques Chirac am 60. Jahrestag der alliierten Landung in der Normandie, wobei zum ersten Mal ein deutscher Kanzler eingeladen war. Die enge Beziehung zu Frankreich begründet sich besonders im persönlich guten Verhältnis zwischen de Gaulle und Adenauer, wie später auch zwischen Schmidt und Giscard d’Estaing, Kohl und Mitterrand, Schröder und Chirac sowie Merkel und Sarkozy.
Für zwischenzeitliche Verstimmung sorgte die Präambel, die dem Vertrag von deutscher Seite vor der Ratifizierung hinzugefügt wurde. Darin erklärten die Deutschen ihre enge Bindung an die USA und den Willen zur Aufnahme Großbritanniens in die EWG. De Gaulle verfolgte aber das Ziel, dass sich Europa unabhängiger von den USA machen sollte. Bereits 1958 lehnte de Gaulle die Unterstellung der französischen Mittelmeerflotte unter das NATO-Kommando ab. Adenauer blieb aber bei seiner Haltung der Westintegration und sah Deutschland vor allem auch an der Seite der USA.
Der Vertrag trat nach Unterzeichnung am 2. Juli 1963 in Kraft. Ihm folgte am 5. Juli 1963 das Gründungsabkommen für das Deutsch-Französische Jugendwerk. In der Folgezeit entstanden zahlreiche Städtepartnerschaften sowie Partnerschaften zwischen Schulen und Vereinen. Formal ist aber der Besatzungszustand erst mit dem Zwei-plus-Vier-Vertrag 1990 beendet worden.

### Spiegel-Affäre
Bei der Spiegel-Affäre ging es um das Selbstverständnis der Presse in der Bundesrepublik Deutschland im Hinblick auf die Pressefreiheit. Sie wird von Historikern auch als Strauß-Affäre bezeichnet.

#### Hintergrund der Affäre
In der Ausgabe 41/1962 des Nachrichtenmagazins der Spiegel wurde ein Artikel unter dem Titel „Bundeswehr Bedingt abwehrbereit“ veröffentlicht. Verfasser war der stellv. Chefredakteur Conrad Ahlers. Inhalt des Artikels war das NATO-Manöver „Fallex 62“. Fallex 62 war das erste Manöver der NATO, dem die Annahme zugrunde lag, dass der Dritte Weltkrieg mit einem Großangriff auf Europa beginnen würde. Nach Darstellung des Spiegel zeigte das Manöver schonungslos Mängel bei der Bundeswehr im Verteidigungsfall auf. Die Bundeswehr bekam die niedrigste sogenannte NATO-Note 4 des NATO-Oberkommandos, was die Klassifizierung zur Abwehr bedingt geeignet bedeutete. Neben dem eigentlichen Manöver beschrieb der Spiegel in dem Artikel vor allem auch die Strategie, wie Strauß an das Verteidigungsministerium kam und wie er mit geschickten Manipulationen an der Sollstärke der Bundeswehr strickte. Diese und andere Darstellungen bezeichnete Strauß als Landesverrat. Argumentiert wurde von Strauß damit, dass einige Darstellungen aus geheimen Papieren der Bundesregierung stammen sollen. Der Spiegel warf Strauß vor, das Ziel zu verfolgen, Atomwaffen in die Gewalt der Bundesrepublik zu bringen und Deutschland zur Atommacht machen zu wollen. Hauptvorwurf des Spiegel war, dass Strauß die konventionelle Ausstattung der Bundeswehr vernachlässigt hatte, um Atomwaffen zu beschaffen. Strauß wiederum bezichtigte den Spiegel der Täuschung, aktiven Bestechung und verräterischen Fälschung.
Dem Artikel ging eine schon länger andauernde Fehde zwischen Strauß und dem Spiegel-Chefredakteur Rudolf Augstein voran. Strauß war mehrfach durch Berichte des Spiegel in Korruptionsverdacht geraten, so bei der sogenannten Fibag-Affäre und der Onkel-Aloys-Affäre. Strauß versuchte Verleumdungsklagen gegen Augstein und den Spiegel anzustrengen, die aber scheiterten. Der Darstellung des Verteidigungsministers hafte „ein Ruch von Korruption“ an, durfte der Spiegel sogar pauschal behaupten.

#### Beginn der Affäre
In der Nacht des 26. Oktobers 1962 besetzten und durchsuchten Kriminalbeamte im Auftrag der Bundesanwaltschaft die Redaktionsräume des Spiegel in Hamburg und Bonn. Vorangegangen war eine Anzeige des damaligen Oberst der Reserve Friedrich August Freiherr von der Heydte. Rudolf Augstein, Claus Jacobi, Conrad Ahlers, Hans Schmelz und, acht Tage nach Beginn der Aktion, Hans Detlev Becker wurden verhaftet und ihre Wohnungen durchsucht. Die Redaktionsräume wurden samt Inventar beschlagnahmt.
Als besonders anstößig wurde die Verhaftung von Conrad Ahlers angesehen. Dieser befand sich zu diesem Zeitpunkt in Spanien im Urlaub. Zu dieser Zeit regierte dort das Franco-Regime. Franz Josef Strauß veranlasste diese Verhaftung über den Madrider Militärattaché Achim Oster. Rudolf Augstein, der zunächst untergetaucht war, stellte sich zwei Tage nach der Aktion selbst.
Neben den inhaltlichen Vorwürfen aus dem Artikel führte man noch an, dass angeblich Offiziere der Bundeswehr bestochen worden seien, um an das brisante Material zu kommen. Der Spiegel-Artikel „Bedingt Abwehrbereit“ enthalte 37 zum Teil äußerst wichtige militärische Geheimnisse.

#### Die politische Auseinandersetzung
Die SPD kritisierte in einer Fragestunde des Deutschen Bundestages am 7. und 8. November 1962 das Vorgehen gegen den Spiegel auf das heftigste. Vor allem das Vorgehen gegen Conrad Ahlers, und die Tatsache, dass auf Weisung von Verteidigungsminister Strauß nahezu direkt mit dem Franco-Regime zusammengearbeitet wurde, standen in der Kritik. Strauß selbst bestritt im Laufe der Fragestunde, dass er überhaupt in das Ermittlungsverfahren eingegriffen habe. Er behauptete: „Ich habe mit der Ingangsetzung des Verfahrens nichts zu tun gehabt“. Konrad Adenauer äußerte sich entgegen der Erwartung von Strauß zurückhaltend. Aus seiner Rede im Deutschen Bundestag:
„Wir haben einen Abgrund von Landesverrat im Lande“ […] (Gemurmel im Saal) „Wer sagt das?“ „Ich sage das!“
Die SPD glaubte weder Strauß noch dass der Spiegel mit dem Bericht Landesverrat begangen hat. Der Koalitionspartner FDP hielt sich zunächst noch zurück. Nur der Abgeordnete Wolfgang Döring, der mit Rudolph Augstein befreundet war, äußerte sich gegenüber Adenauer: „Aber Herr Bundeskanzler, ich bin es nicht nur meinem Freunde, sondern auch dem Staatsbürger Augstein und allen anderen schuldig, dagegen zu protestieren, dass Sie hier sagen, Herr Augstein verdient am Landesverrat, dann haben Sie als erster hier ein Urteil gefällt, das zu fällen nur den Gerichten zusteht! (Beifall)“
Am 9. November 1962 räumte Franz Josef Strauß ein, in Madrid angerufen zu haben, aber nur auf Veranlassung der Justizbehörden. Auf den Vorwurf, er habe zwei Wochen lang gelogen, entgegnete Strauß, dass er nur klarstellen wollte, mit den Verhaftungen nichts zu tun zu haben.
Die FDP fühlte sich komplett übergangen. Besonders der eigentlich zuständige Justizminister Wolfgang Stammberger, der gar nicht über die Aktion informiert wurde, empörte sich über das Verhalten von Strauß. Dieser hatte nicht nur den Justizminister übergangen, auch der für die Polizeiaktion in Hamburg eigentlich zuständige Innensenator Helmut Schmidt wurde erst verspätet informiert. Ferner wurde bei der Aktion in Spanien auch das Auswärtige Amt umgangen.

#### Die Folgen
Die FDP-Minister Wolfgang Stammberger (Justiz), Heinz Starke (Finanzen), Wolfgang Mischnick (Vertriebene, Flüchtlinge und Kriegsgeschädigte), Hans Lenz (Schatz) und Walter Scheel (Wirtschaftliche Zusammenarbeit) traten geschlossen zurück und verlangten den Rücktritt von Franz Josef Strauß. Konrad Adenauer bot zunächst der SPD Verhandlungen über die Bildung einer großen Koalition an. Doch die SPD wäre nur bereit gewesen in Verhandlungen zu treten, wenn Adenauer zurückgetreten wäre. Adenauer konnte nun Strauß nicht mehr halten. Am 30. November reichte Franz Josef Strauß seinen Rücktritt ein, und Adenauer musste das Kabinett umbilden. Er selbst kündigte seinen Rücktritt für den Oktober 1963 an. Stammberger und Starke gehörten dem neuen Kabinett nicht mehr an. Strauß wurde mit der Wahrnehmung der Geschäfte im Verteidigungsministerium bis zur Ernennung von Kai-Uwe von Hassel am 9. Januar 1963 beauftragt.
Die Räume der Spiegelredaktion in Hamburg wurden nach vier Wochen wieder freigegeben. Die Verhafteten wurden entlassen, Augstein nach 103, Hans Schmelz nach 81, Ahlers nach 56 Tagen.

#### Spätere Ergebnisse
Am 13. Mai 1965 erklärt der Bundesgerichtshof das Verfahren gegen die Redakteure des Spiegels für beendet. Eine Verfassungsbeschwerde des Spiegels gegen die Durchsuchungen und Beschlagnahmungen in seinen Redaktionsräumen wurde jedoch vom Bundesverfassungsgericht am 5. August 1966 bei Stimmengleichheit abgewiesen. Nur die Hälfte der Richter bewertete in diesem Fall das Recht der Bevölkerung, umfassend informiert zu werden, höher als den Verdacht des Landesverrats.
Im Buch Die Erinnerungen, das nach Strauß’ Tod 1988 veröffentlicht wurde, gab Strauß schließlich zu, dass er die atomare Aufrüstung der Bundeswehr auf Kosten der konventionellen betrieben hatte. Er sprach dabei nach wie vor von Verrat.
In einer Sendung des Dokumentationssenders Phoenix wurde ein Schreiben Adenauers gezeigt, in dem ein Telefonat zwischen Adenauer und Strauß dokumentiert ist, in dem Adenauer ihm volle Handlungsfreiheit gegeben hatte. In dem Schreiben sicherte Adenauer Strauß volle Rückendeckung zu, die er ihm bei der Anhörung im Deutschen Bundestag dann aber nicht gab.

## Ende der Ära Adenauer
Am 15. Oktober 1963, genau 14 Jahre und einen Monat nach Amtsantritt, verabschiedete der Bundestagspräsident Eugen Gerstenmaier Konrad Adenauer mit den Worten:
„Am 15. September 1949 haben Sie sich hier von Ihrem Abgeordnetensitz erhoben, um den Platz des Bundeskanzlers der Bundesrepublik Deutschland einzunehmen. Heute verlassen Sie ihn wieder mit einer geschichtlichen Leistung, ungebeugt und in Ehren. Damals standen Sie auf und traten vor das Haus. Heute steht der Deutsche Bundestag vor Ihnen auf, Herr Bundeskanzler, um für das deutsche Volk dankbar zu bekunden: Konrad Adenauer hat sich um das Vaterland verdient gemacht.“
Konrad Adenauer regierte damit fast einen halben Monat länger als alle 14 Reichskanzler der Weimarer Republik zusammen (gerechnet von der Regierungsübernahme Philipp Scheidemanns am 13. Februar 1919 bis zum Rücktritt Kurt von Schleichers am 28. Januar 1933). Adenauer blieb noch bis 1966 Bundesvorsitzender der CDU und bis zu seinem Tode am 19. April 1967 Bundestagsabgeordneter.
Adenauer war erklärter Gegner von Ludwig Erhard als Bundeskanzler und bekämpfte ihn auch nach seinem Rücktritt noch nach Kräften. Adenauer befürwortete eine große Koalition mit dem Argument, dass damit diplomatische Beziehungen zu Staaten Osteuropas möglich seien. Dies bedeutete eine Abkehr Adenauers von der Hallstein-Doktrin. Doch nach der Bundestagswahl 1965 blieb es zunächst bei der schwarz-gelben Koalition unter Erhard. Am 27. Oktober 1966 traten jedoch alle FDP-Minister nach Streitigkeiten über den Haushalt 1967 zurück, nachdem die CDU Steuererhöhungen zum Ausgleich des Haushaltsdefizits nicht ausschloss, was die FDP strikt ablehnte.
Adenauer fühlte sich bestätigt und Erhard verlor jede Rückendeckung in der CDU. Zunächst waren alle Optionen offen, ob es zu einer erneuten Koalition mit der FDP unter anderer Besetzung oder zu einer großen Koalition kommen sollte. Es folgte schließlich eine große Koalition unter Kurt Georg Kiesinger, der von Konrad Adenauer bis zu seinem Tode unterstützt wurde.

## Trivia
- Conrad Ahlers wurde 1966 stellvertretender Leiter des Presse- und Informationsamtes der Bundesregierung und war damit Mitarbeiter des Bundeskabinetts und somit von Franz Josef Strauß, der ihn vier Jahre zuvor noch hatte verhaften lassen. In einem Gespräch mit dem Spiegel bezeichnete Rudolf Augstein das Verhältnis zwischen Ahlers und Strauß sowohl vor als auch nach der Verhaftung als freundschaftlich.[55]
- Rudolf Augstein besuchte Konrad Adenauer kurz vor dessen Tod in seinem Haus in Rhöndorf. Bei diesem Treffen versöhnten sich beide mit einer Umarmung.
- In der ersten Wahlperiode (1949–1953) gab es bis heute (Stand 2011) die meisten Ordnungsrufe (156) und Wortentziehungen (40). Erst mit dem Einzug der Grünen in den Deutschen Bundestag 1983 wurde eine ähnlich hohe Zahl (136) erreicht.[56]